# Antisemitismusforschung
Die Antisemitismusforschung untersucht alle Ursachen und Formen des Antisemitismus. Ihre Vertreter entwickeln, diskutieren und veröffentlichen wissenschaftliche Theorien zu den Themen und dokumentieren antisemitische Tendenzen, Methoden und Praktiken. Die Definition und Merkmale des rund 2500 Jahre alten Phänomens, seine Haupttypen und ihr Verhältnis zueinander werden fortlaufend diskutiert, bisher ohne ein eindeutig umrissenes Endergebnis.

## Überblick
Erklärungen für Judenfeindlichkeit werden seit dem 18. Jahrhundert gesucht. Eine systematische wissenschaftliche Forschung entwickelte sich daraus erst nach dem Holocaust. Seither versucht die Antisemitismusforschung vieler Länder besonders dessen direkte und indirekte, kurz- und langfristige Ursachen aufzuklären.
Sie ist jedoch kein fest umrissenes Fachgebiet, sondern umgreift vielfältige Forschungsansätze und beteiligte Disziplinen, darunter Geschichtswissenschaft, Psychologie, Soziologie, Theologie und Literaturwissenschaft. Diese nähern sich dem Phänomen von verschiedenen Seiten und mit verschiedenen Fragestellungen. Sie thematisieren sowohl die Einzelepochen wie auch übergreifende Zusammenhänge – etwa zwischen christlichem Antijudaismus und Rassismus –, sowohl die Kontinuitäten in allen Formen von Judenfeindlichkeit wie auch ihre Differenzen und Transformationen im Lauf der Geschichte Europas.
Zudem widmet sich die Antisemitismusforschung der Analyse gegenwärtiger qualitativer und quantitativer Formen von Judenfeindlichkeit. Dabei wird auch der 1879 von Wilhelm Marr eingeführte Antisemitismusbegriff selbst immer neu und kontrovers diskutiert, etwa seine sprachliche Richtigkeit, die Anwendbarkeit auf frühere Epochen, die Breite der darunter zu behandelnden Phänomene und die Problematik seiner Abgrenzung zu verwandten Begriffen.
Die vielfältigen und multinationalen Forschungsansätze haben eine Institutionalisierung der Antisemitismusforschung lange Zeit erschwert. Erst 1982 kam es unabhängig voneinander zur Einrichtung zweier universitärer Zentren:
- dem Vidal Sassoon International Center for the Study of Antisemitism an der Hebräischen Universität Jerusalem und
- dem Zentrum für Antisemitismusforschung an der Technischen Universität Berlin.

Das Jerusalemer Institut verwendet Antisemitismus als Oberbegriff für alle Formen von Judenfeindlichkeit und untersucht diesen weltweit von der Antike bis zur Gegenwart. Einen Überblick über seine wie auch amerikanische und deutsche Forschungsergebnisse bietet die vierbändige Reihe Current Research on Antisemitism, herausgegeben von Herbert A. Strauss und Werner Bergmann.
Das Berliner Institut dagegen verwendet den Begriff vorwiegend für die „moderne“, völkisch-rassistisch geprägte Judenfeindlichkeit, die im 19. Jahrhundert entstand. Sein Schwerpunkt liegt auf der europäischen, besonders der deutschen Geschichte. Dazu gibt es das Jahrbuch für Antisemitismusforschung heraus. Es wurde von 1982 bis 1990 von dem Historiker Herbert A. Strauss geleitet, dem von 1990 bis 2011 Wolfgang Benz folgte. Am 1. Juni 2011 trat Stefanie Schüler-Springorum seine Nachfolge an. Sie leitete zuvor das Institut für die Geschichte der deutschen Juden in Hamburg.

## Aufklärerische Vorurteilskritik
Die christliche Theologie des Mittelalters begründete die Lage und das Leiden der jüdischen Minderheit in christlich dominierten Gesellschaften häufig als „Fluch Gottes“, zur „Bestrafung“ für die „Kollektivschuld“ des vorgeworfenen „Gottesmordes“. So wurden die mittelalterlichen Judenverfolgungen zur Zeit des Schwarzen Todes zur selbst erfüllenden Prophezeiung. Die Juden blieben als „Zeugen der Wahrheit des Christentums“, wie es die Päpstliche Bulle Cum nimis absurdum 1555 in Anlehnung an Augustinus formulierte, aus der christlichen Ständeordnung ausgeschlossen und wurden meist nur als „potentielle Christen“ toleriert. Die gegen sie gerichteten Diskriminierungen sollten sie zum Übertritt zum Christentum nötigen und somit die Erfüllung der christlichen Heilsgeschichte belegen.
Die Denker der Aufklärung begannen diese Deutungsmuster zu durchbrechen und als irrationalen Aberglauben zu kritisieren. Die soziale Sonderrolle der Juden wurde nun nicht länger als Naturgesetz, sondern als Ergebnis zweck- und interessenbestimmter Vorurteile betrachtet, die es durch Menschenbildung und sozialen Fortschritt aufzuheben galt. Dabei wurden Juden nicht mehr als heilsgeschichtlicher Gegenpol zur jenseitigen Erlösung im Christentum, sondern als gleichberechtigte und daher zu emanzipierende Staatsbürger eingeordnet. Ihre religiösen, sozialen und ökonomischen Besonderheiten, die auch viele Aufklärer zum Teil negativ bewerteten, führte man fortan auf die Jahrhunderte dauernde Diskriminierung und Verfolgung zurück.
Die aufgeklärte Kritik am mittelalterlichen Judenhass klammerte die jüdische Religion aus der Erklärung für die christlichen Vorurteilsstrukturen aus. Sie umfasste in der Ablehnung jeglicher Religion auch das Judentum und zielte auf seine Aufhebung in einer von einer religionslosen vernunftbestimmten Humanität. Gotthold Ephraim Lessing formulierte diese säkulare Utopie in seinem Drama Nathan der Weise: Er beschwor die Toleranz der drei abrahamitischen Religionen und ließ gerade die jüdische Hauptfigur (eine Hommage an Lessings engen Freund Moses Mendelssohn) diese vertreten. Andererseits forderte Lessing wenige Jahre später in Die Erziehung des Menschengeschlechts die notwendige Aufhebung des „jüdischen Kinderglaubens“ und lehnte damit seinerseits das konkrete Judentum seiner Zeit ab.
Die Ambivalenz der aufklärerischen Kritik an Judenfeindlichkeit zeigte sich vor allem an den Plänen zur Judenemanzipation. Diese wurde vielfach nicht mit Philosemitismus oder den Menschenrechten, sondern mit politischen Interessen an der Wirtschaftsförderung und Homogenisierung des modernen Staates begründet. Die Assimilation der Juden, also die Aufgabe ihrer ethnischen und religiösen Besonderheiten, wurde als Gegenleistung oder Bedingung für ihre rechtliche Gleichstellung eingefordert. Für diese Position im deutschsprachigen Raum maßgebend war die Schrift Über die bürgerliche Verbesserung der Juden (1781) von Christian Wilhelm Dohm. In Frankreich wurde die rechtliche Gleichstellung der Juden 1791 in einem Gesetzesakt vollzogen, während sie sich in Deutschland von 1812 bis 1871 und nochmals bis 1918 auf kleine, oft revidierte Teilschritte ausdehnte. Der Anspruch von Juden auf gleiche Rechte wurde vom Fortgang ihrer Anpassung abhängig gemacht und vielfach trotz ihrer Anstrengungen verweigert.
Hieran knüpfte die Judenfeindlichkeit dieser Epoche an. Die verkürzte Aufklärung antijüdischer Vorurteile, welche die historische Eigenart des Judentums selbst vielfach nicht tolerierte, begünstigte die Entstehung ethnozentrischer und rassistischer Theorien, die den modernen Antisemitismus pseudowissenschaftlich zu untermauern versuchten. Diese erklärten einen irrationalen Judenhass in der Bevölkerung als angeblich unvermeidbaren Dauerkonflikt aus unveränderlichen Volkstums- und Rasse-Eigenschaften. Sie behaupteten also einen unaufhebbaren, durch keine Geistesbildung oder soziale Veränderung überwindbaren Gegensatz zwischen Juden und allen übrigen Völkern bzw. konstruierten Rassen. Dies war wesentlicher Bestandteil der antisemitischen Propaganda und gab ihr den Schein einer wissenschaftlichen Debatte, welche die sogenannte Judenfrage tief im öffentlichen Denken und Fühlen verankerte. So konstatiert zum Beispiel der 1921 erschienene, bis 1945 als Standardwerk geltende und in Hitlers Mein Kampf eingearbeitete Grundriss der menschlichen Erblichkeitslehre und Rassenhygiene von Fritz Lenz: „… und es ist klar, daß die Juden ihr so überaus günstiges Abschneiden in der sozialen Auslese nicht ihrer Konfession, sondern ihren Rasseanlagen verdanken.“ Die „Lösung“ erschien dann nur durch Vertreibung oder Ausrottung aller Juden vorstellbar, wie sie der Nationalsozialismus im Gefolge dieses aggressiven Nationalismus und Rassismus anstrebte.

## Marxistische Ideologiekritik
Karl Marx deutete mit seinem Aufsatz Zur Judenfrage (1843) den Antisemitismus erstmals im Rahmen einer allgemeinen Kapitalismuskritik. Über seine generelle Religionskritik hinaus wandte er sich auch gegen einen weltlichen Gehalt des Judentums. Die Judenemanzipation müsse als Emanzipation der Menschheit vom Judentum begriffen werden, da das weltliche Judentum den Kapitalismus repräsentiere:

„Die politische Emanzipation des Juden, des Christen, überhaupt des religiösen Menschen, ist die Emanzipation des Staats vom Judentum, vom Christentum, überhaupt von der Religion. […] Welches ist der weltliche Grund des Judentums? Das praktische Bedürfnis, der Eigennutz. Welches ist der weltliche Kultus des Judentums? Der Schacher. Welches ist sein weltlicher Gott? Das Geld. Nun wohl! Die Emanzipation vom Schacher und vom Geld, also vom praktischen, realen Judentum wäre die Selbstemanzipation unsrer Zeit. […] Die Judenemanzipation in ihrer letzten Bedeutung ist die Emanzipation der Menschheit vom Judentum.“

Diese Problemlösung sei aber ausschließlich über den Klassenkampf und nicht über den antisemitischen Rassenkampf erreichbar. Der Antisemitismus sei als manipulative Ablenkung von realen Klassengegensätzen zu begreifen, als eine Ersatzideologie zur Kanalisierung sozialer Unzufriedenheit. Friedrich Engels distanzierte sich 1890 vom Antisemitismus als einer Abwehrreaktion vorkapitalistischer Gesellschaftsschichten:

„Der Antisemitismus ist also nichts anderes als eine Reaktion mittelalterlicher, untergehender Gesellschaftsschichten gegen die moderne Gesellschaft, die wesentlich aus Kapitalisten und Lohnarbeitern besteht, und dient daher nur reaktionären Zwecken unter scheinbar sozialistischem Deckmantel; er ist eine Abart des feudalen Sozialismus, und damit können wir nichts zu schaffen haben.“

Der Marxismus ordnete also das konkrete zeitgenössische Judentum – ebenso wie den Hass dagegen – als zu überwindende Begleiterscheinung und Ausdrucksform des Kapitalismus ein. Dabei wurde Antisemitismus zwar erstmals als Ausdruck gesellschaftlicher Interessen analysiert, dessen Entstehung jedoch fast ausschließlich als interessengebundene Manipulation des Bewusstseins erklärt. August Bebel prägte auf dem Kölner Parteitag der SPD 1893 die sozialdemokratische Parteiposition, dass der Antisemitismus eine innerkapitalistische Strategie zur Bekämpfung des Sozialismus sei. Antisemitismus räume den von Proletarisierung bedrohten Mittelschichten eine Möglichkeit systemkonformer Kapitalismuskritik ein, indem er mit den Juden einen Teil der Bourgeoisie dem Zorn der bedrohten Schichten preisgebe.
Diese Manipulationsthese wurde nach 1945 in der marxistisch-leninistischen Geschichtsschreibung zu einem statischen Erklärungsmuster verfestigt. So schrieb etwa der DDR-Historiker Walter Mohrmann 1972:

„Judenhass und Judenverfolgungen wurden in der Klassengesellschaft dann verbreitet und praktiziert, wenn die herrschende Ausbeuterklasse sich genötigt sah, die von ihr unterdrückten Volksmassen durch demagogische Politik vom Klassenkampf fernzuhalten. Antisemitismus ist ein spezifisches Mittel, um die gesellschaftlichen Ursachen der Scheidung zwischen Besitzenden und Besitzlosen, der erbarmungslosen Knechtung der Produzenten durch die Besitzer der Produktionsmittel zu verschleiern.“

Die marxistischen Deutungen des Antisemitismus sahen diesen als überwiegend in reaktionären Interessengruppen verbreitet. Da er eine politische Funktion für deren Herrschaftsinteressen ausübe, eigne er sich zur Instrumentalisierung. Als Kritik an den marxistischen Analysen wurde vorgebracht, dass der Antisemitismus nicht auf eine „herrschende Klasse“ begrenzt war, sondern sich durch alle Bevölkerungsschichten zog. Er sei daher nicht als Manipulationsstrategie der Bourgeoisie zu verstehen. Vielmehr habe er auch dort bereitwillige „Abnehmer“ und Teilnehmer gefunden, wo Judenhass keine rationale Interessenbasis hatte, weil dort nur wenige Juden lebten und so kaum Einfluss auf die wirtschaftliche Situation der Bevölkerung hatten.
Außerhalb des Ostblocks entwickelten unter anderem Moishe Postone und Detlev Claussen mit ihrer These von der „halbierten Kapitalismuskritik“ eine abgeschwächte Version der marxistischen Deutung des Antisemitismus. Postone erachtete die einfachen, auf die Thesen marxistischer Klassiker aufbauenden Erklärungsmodelle besonders im Blick auf den Nationalsozialismus als zu einseitig und damit wenig fruchtbar:

„Sowohl die undogmatische Linke als auch die orthodoxen Marxisten neigten dazu, den Antisemitismus als Randerscheinung des Nationalsozialismus zu behandeln. […] Das Ergebnis ist, daß die Vernichtungslager entweder als bloße Beispiele imperialistischer oder totalitärer Massenmorde erscheinen oder unerklärt bleiben.“

## Psychoanalyse
Psychologische Ansätze in der Antisemitismusforschung betonen, dass Judenfeindlichkeit nicht aus gesellschaftlichen Verhältnissen allein erklärbar sei. Sie berücksichtigen individuelle oder kollektive psychische Dispositionen. Diese verortet die Psychoanalyse seit Sigmund Freud im Unbewussten. Entsprechende Ansätze wurden in Europa und den USA insbesondere zwischen den 1930er und 1950er Jahren, unter dem unmittelbaren Eindruck der NS-Gewaltherrschaft, entwickelt.
Der schwedische Psychoanalytiker Hugo L. Valentin schrieb 1935 im Rückblick auf die Weimarer Republik und die Kaiserzeit den Aufsatz Anti-Semitism Historically and Critically examined. Darin erklärte er den „Judenhass“ als Variante einer allgemeinen Fremdenfeindlichkeit, die nicht spezifisch deutsch sei. Es gebe weltweit weniger eine „Judenfrage“ als eine „Antisemitenfrage“. Juden könnten Antisemitismus durch ihr Verhalten weder positiv noch negativ beeinflussen, da dieser so gut wie nichts mit ihnen selbst als vielmehr mit einer imaginären Vorstellung vom Juden zu tun habe. Die Frage müsse daher lauten, welche Funktion der Antisemitismus für den Antisemiten bzw. eine antisemitische Gruppe habe.
In seiner letzten Schrift Der Mann Moses und die monotheistische Religion versuchte Freud 1939 erstmals, Antisemitismus als individual- und kollektivpsychologische Pathologie aus der abendländischen Kulturgeschichte zu erklären. Freud deutete die Entstehung des Judentums wie den christlich-europäischen Judenhass als ödipalen Konflikt:

„Ich wage die Behauptung, dass die Eifersucht auf das Volk, welches sich für das erstgeborene, bevorzugte Kind Gottvaters ausgab, bei den anderen heute noch nicht überwunden ist […] Das Judentum war eine Vaterreligion gewesen, das Christentum wurde eine Sohnesreligion.“

Antisemitismus sei ein Aufbegehren gegen die Triebverzicht verlangende monotheistische Religion:

„Unter einer dünnen Tünche von Christentum sind sie geblieben, was ihre Ahnen waren, die einem barbarischen Polytheismus huldigten. Sie haben ihren Groll gegen die neue, ihnen aufgedrängte Religion nicht überwunden, aber sie haben ihn auf die Quelle verschoben, von der das Christentum zu ihnen kam. (…) Ihr Judenhass ist im Grunde Christenhass.“

In der vom Unbewussten mit Kastration gleichgesetzten Beschneidung sah Freud wie auch sein Schüler Wilhelm Reich 1933 die „tiefste unbewusste Wurzel des Antisemitismus“.
1944 unterstützte das Psychiatrische Symposium zum Antisemitismus in San Francisco psychoanalytische Erklärungsansätze. 1962 wurden diese auf Initiative von Alexander Mitscherlich beim 4. Kongress der Deutschen Gesellschaft für Psychoanalyse, Psychotherapie, Psychosomatik und Tiefenpsychologie (DGPT) in Wiesbaden fortgeführt. Freuds Theorien wurden von Otto Fenichel, Ernst Simmel, Rudolph Loewenstein, Béla Grunberger, Bernhard Berliner, Mortimer Ostow und vielen anderen aufgegriffen und ergänzt.
Fenichel deutete Antisemitismus als einen doppelten Verschiebungs- und Projektionsprozess einerseits eigener unbewusster und verdrängter, vornehmlich auf Vatermord, sexuelle Motive und anale Bedürfnisse gerichteter Triebe, andererseits aber auch als stellvertretende Aggressionsabfuhr am Juden als „vermeintlichem Repräsentant“ gesellschaftlicher Unterdrückung. Die Eignung der Juden für diese Projektion fand er in den „der Fremdartigkeit seiner geistigen Kultur, seinen körperlichen (schwarzen) und religiösen (Gott des unterdrückten Volkes) Eigenheiten und seinen alten Bräuchen …“ gegeben. Für die Entwicklung antisemitischer Tendenzen zu Massenphänomenen erachtet er eine große Unzufriedenheit der Massen mit den bestehenden Verhältnissen, die einer psychischen Kanalisierung bedürfe, sowie eine jüdische kulturelle Tradition innerhalb des Gastlandes, ohne allzu viel Verbindungen zu diesem, als erforderlich. Beide Bedingungen sah er im zaristischen Russland als idealtypisch gegeben. Gegen eine monokausal psychoanalytische Erklärung betonte er, die Entstehung der Einflüsse, die eine antisemitische Persönlichkeitsstruktur und deren Funktionen bestimme, sei noch ungeklärt. Auch Bernhard Berliner betonte wie Fenichel die wichtige Funktion der projektiven Abwehr eigener, als negativ empfundener Gefühle für eine gestörte Persönlichkeit: „Menschen hassen an anderen Menschen nichts mehr als das, was sie an sich selbst hassen und zu überwinden suchen.“
Nach Ackerman und Jahoda weisen antisemitisch eingestellte Personen zwar signifikant gehäuft besondere Charakter- und Persönlichkeitsstrukturen auf, die jedoch nicht mit bestimmten Arten von Störungen korrelieren. Angststörungen seien gehäuft anzutreffen, was die Rolle der Angstabwehr bei antisemitischen Äußerungen interessant werden lasse.
Loewenstein und Grunberger betrachten Antisemitismus als Ausdruck eines Krankheitszustandes, der von leichten Ausprägungen bis zu schwersten pathologischen Wahnsystemen reiche. Darunter leide allerdings nicht der Kranke, der sogar einen sekundären Krankheitsgewinn und weder Leidensdruck noch Krankheitseinsicht habe, sondern die Opfer ihrer Krankheit. Charakteristisch sei hierbei eine Regression auf früheste Stadien des Ichs beziehungsweise Über-Ichs. In für Psychosen typischer Weise setzten Antisemiten die Realitätsprüfung ihres Wahns außer Kraft. In diesem regressiven Stadium könnten Widersprüche problemlos nebeneinander bestehen, indem zum Beispiel von „jüdischem Bolschewismus“ gesprochen werde, während gleichzeitig „der Jude“ als der „größte Kapitalist“ erscheinen könne, ohne dass dieser offensichtliche Widerspruch den Kranken beunruhige. Antisemitische Reaktionen seien immer auch Verletzungen eines „gekränkten Narzissmus“.
Ähnlich deutet Ernst Simmel Antisemitismus als irrationale Handlungsimpulse von Einzelnen und Gruppen zur Überwindung pathologischer Störungen. Er sieht darin einen Rückfall in infantile, primär vom Destruktionstrieb beherrschte Entwicklungsstufen unter Verleugnung der äußeren Realität. Er entwickelt das Modell einer Massenpsychose, die es dem Einzelnen dennoch ermögliche, eigene psychische Defizite zu kompensieren und im Gegensatz zur isolierten psychotischen Person dennoch psychisch relativ intakt und sozial integriert zu bleiben. Ermöglicht werde dies durch die Kraft der Gruppe zur Überwindung der Machtlosigkeit des Einzelnen gegenüber der Realität: „Dieser Umstand ermöglicht es ihm, mit Hilfe einer Massenpsychose zur Realität zurückzukehren, vor der der einzelne Psychotiker fliehen muss.“ Als akuten Auslöser dieser Massenpsychose sieht Simmel wie bei jeder Psychose einen plötzlichen Bruch mit der Realität: „Der Antisemitismus trat immer dann offen in Erscheinung, wenn die Sicherheit des Individuums oder der Gesellschaft durch katastrophale Ereignisse erschüttert wurde.“
Mortimer Ostow sieht in der Entwicklung destruktiver Tendenzen Einzelner und Gruppen, wie sie sich auch im Antisemitismus speziell in imaginierten Bedrohungs- und Weltuntergangszenarien zeige, die Abwehr suizidaler Wünsche, Depressionen sowie der ihr zugrunde liegenden Schuldgefühle. Das Aufgehen in der Gruppe komme dabei den Bestrebungen zur Regression der Ich-Funktion in Hinsicht auf eine grenzenlose Tendenz zur Synthese und Integration und dem damit verbundenen Individualitätsverlust zusätzlich entgegen.
Der Antisemitismus wird darüber hinaus auch in seiner auffälligen Verbindung zur Xenophobie untersucht. Für Arno Gruen war der Jude der „personifizierte innere Fremde“ und letztlich „das Fremde in uns selber“. Die Ursache dafür wird in einer frühkindlichen Fremdenabwehr gesehen, die später in manichäischem Schwarz-Weiß-Denken endet, wenn sie in der Sozialisation des Individuums nicht überwunden wird.
Margarete Mitscherlich knüpfte nach 1945 mit dem Aufsatz Antisemitismus: eine Männerkrankheit? an die Psychoanalyse Freuds an, betonte aber stärker die geschlechtsspezifischen Unterschiede: „Projektion des Vaterhasses, Verschiebung der Inzestwünsche auf den Juden (‚Rassenschande‘), Rivalitätsaggressionen etc. – diese unbewussten psychischen Motive für die Entwicklung des Antisemitismus sind vor allem für die männliche Psyche relevant“. Frauen hegten nur selten vatermörderische Wünsche.
Psychoanalytische Erklärungen für das Kollektivphänomen Antisemitismus können weder dessen phasenweise Zu- und Abnahme noch die unterschiedlichen politischen Folgen des Phänomens zureichend erklären. Daher werden sie von historischer und soziologischer Forschung bisher kaum rezipiert. Das individualpsychologische Methodenrepertoire der Psychoanalyse wird im Blick auf gesellschaftliche und politische Gesamtprozesse für nur bedingt anwendbar gehalten.

## Kritische Theorie

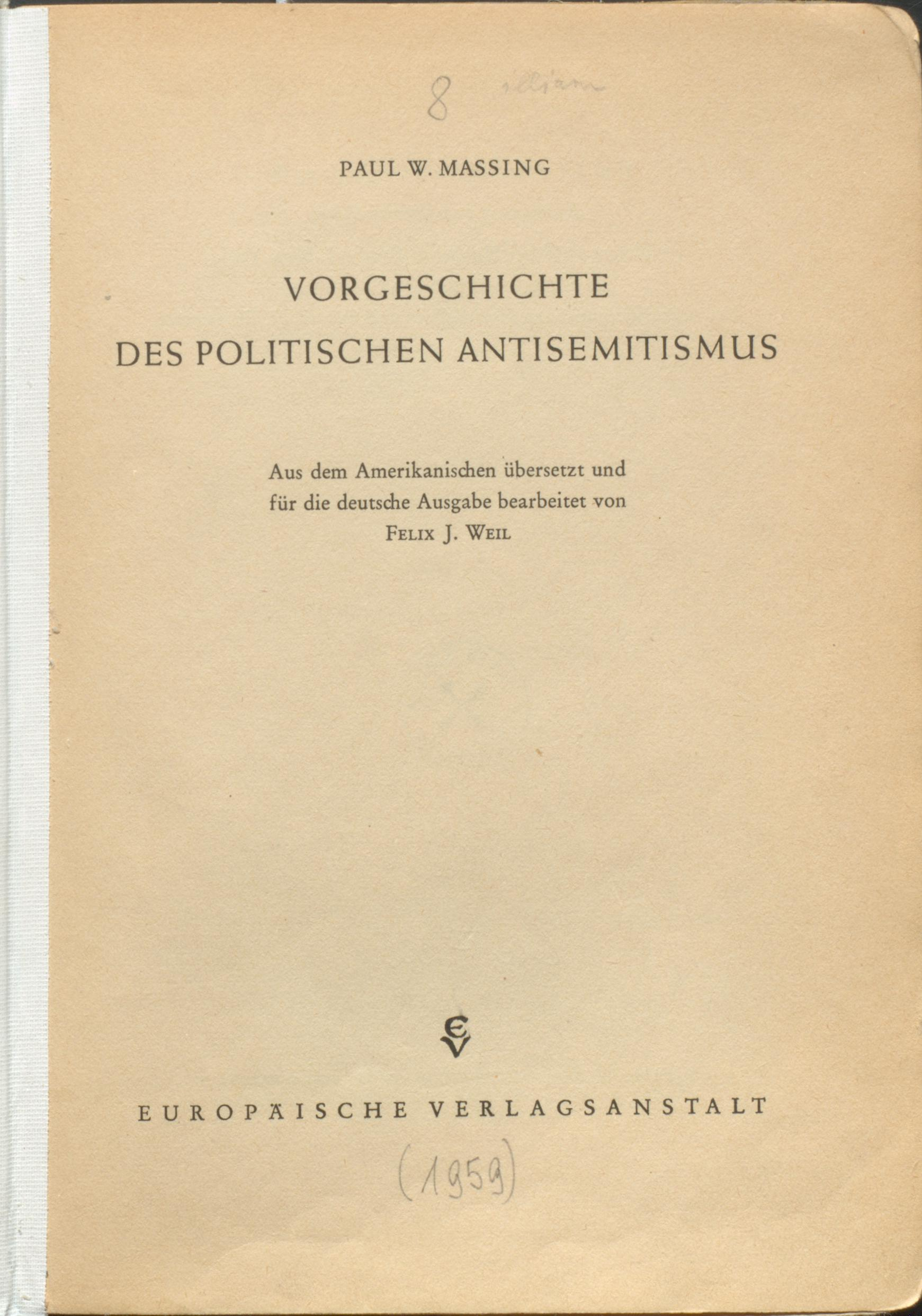
Deutsche Übersetzung 1959 der 1949 erschienenen Studie

Die Frankfurter Schule führte psychologische und marxistische Theoriebildung in einer umfassenden gesellschafts- und ideologiekritischen Kritischen Theorie zusammen. Das Frankfurter Institut für Sozialforschung untersuchte schon im Vorfeld der nationalsozialistischen Machtergreifung die Anfälligkeit von Arbeitern und Kleinbürgern für den Antisemitismus und Faschismus empirisch, um diese sozial- und individualpsychologisch zu erklären. Die Studien über Autorität und Familie von Erich Fromm (1936) gehörten zu den ersten Veröffentlichungen zum „autoritären Charakter“.
Zu den frühen Studien über Hitler und seine Anhänger zählte auch das Buch Hitler is no Fool (1939) des ehemaligen Mitglieds der Frankfurter Schule Paul Wilhelm Massing. Massing veröffentlichte 1949 eine der ersten historischen Darstellungen des deutschen Antisemitismus von 1871 bis 1914, der zum Nationalsozialismus führte: Rehearsal for Destruction: A Study Of Political Anti-Semitism in Imperial Germany (1959 auf Deutsch mit dem irreführenden Untertitel Vorgeschichte des politischen Antisemitismus erschienen).
Max Horkheimer stellte schon früh selbstkritisch fest, dass soziologisch-historische Erklärungsmodelle zum Verständnis des Antisemitismus nicht ausreichten und es in Soziologie und Philosophie keine mit Freuds oder Fenichels psychoanalytischen Aufsätzen vergleichbare Untersuchung gebe. Deshalb verbanden er und Theodor W. Adorno diese Ansätze in der Dialektik der Aufklärung zu einer umfassenden Kulturkritik der Neuzeit. Dabei war besonders der abschließende Aufsatz „Elemente des Antisemitismus“ von 1944 von Bedeutung. Die Kritische Theorie sieht die industrielle Vernichtung des europäischen Judentums als geschichtlichen Einschnitt und Ausgangspunkt einer völligen Neubegründung von Gesellschaftstheorie, da sie den Menschen den kategorischen Imperativ aufgezwungen habe, „ihr Denken und Handeln so einzurichten, dass Auschwitz nicht sich wiederhole, nichts Ähnliches geschehe.“ Für Horkheimer konnte die kapitalistische Gesellschaft nur durch den Antisemitismus heute noch richtig verstanden werden. Dieser habe in erster Linie gesellschaftliche Ursachen, weil die durch Herrschaftsprinzip und Warentausch vermittelte Gesellschaft sich in der psychischen Verfassung des Subjekts niederschlage. In den Juden finde das gesellschaftlich deformierte Individuum ein Objekt, dem es alle als negativ wahrgenommenen Anteile dieser Gesellschaft, in die es unauflöslich eingebunden sei und die es selbst trage, zuschreibe: „Die antisemitische Verhaltensweise wird in den Situationen ausgelöst, in denen verblendete, der Subjektivität beraubte Menschen als Subjekte losgelassen werde. […] Der bürgerliche Antisemitismus hat einen spezifisch ökonomischen Grund: Die Verkleidung der Herrschaft in Produktion.“
Mit den studies in prejudice („Vorurteilsstudien“) und dem Mittel der Autoritarismusskala bemühte sich die Frankfurter Schule auch um eine, zumeist qualitative, empirische Absicherung ihrer Thesen. Bahnbrechend waren dabei Adornos Aufsätze The Authoritarian Personality und Antisemitism and Emotional Disorder von 1950 (beide 1973 in „Studien zum autoritären Charakter“ auf Deutsch erschienen). Hier ging es nicht um die Entstehung des Antisemitismus, sondern um seinen „Resonanzboden“, die individuelle Anfälligkeit für diese Ideologie und die Charakterstruktur ihrer Träger. Adorno versuchte anhand von Personen mit besonders starker antisemitischer Einstellung zu zeigen, dass es einen potentiell faschistischen Charakter gibt, in dem sich Unterwürfigkeit, Aggressivität, Neigung zu Projektion und Manipulation zu einer strukturellen Einheit verbinden. Er stellte eine „unabwendbare antidemokratische Konsequenz“ des Antisemitismus fest.
Einen Versuch zur Charakterisierung der „antisemitischen Persönlichkeit“ unternahm auch Else Frenkel-Brunswick unter der Fragestellung: „Welche Art von Menschen akzeptiert antisemitische Ideen und wird zu ihrem aktiven Träger? […] Welche Funktion, falls er überhaupt eine hat, erfüllt der Antisemitismus in ihrer Persönlichkeitsstruktur?“ Sie beobachtete bei einer Gruppe von 100 Studenten, davon 76 weiblichen Teilnehmern eines Psychologie-Grundkurses, eine „Art allerdings kaum differenzierter konservativer Einstellung mit einer Tendenz zur Aufrechterhaltung des Status quo“ mit „Neigungen zu individualistischem und willkürlichem, teilweise zu Gewalt neigendem, Verhalten in öffentlichen Angelegenheiten“ sowie eine auffällige Neigung zur „Hochschätzung und Reinerhaltung der eigenen ethnischen und sozialen Gruppe in Verbindung mit der Ablehnung von Minderheiten“, die sie als „Pseudokonservatismus“ kennzeichnete.
Diese Thesen ließen sich empirisch bisher nicht verifizieren. Ob und wieweit ihre Methodik wissenschaftlich ist, ist umstritten. Denn autoritäre, gewaltbereite und sadistische Tendenzen sind unter Männern wie Frauen auch im Verbund mit anderen antidemokratischen Ideologien und in anderen totalitären Systemen anzutreffen. Nur wenige Vertreter wie Moishe Postone und Detlev Claussen versuchen heute, die Kritische Theorie zu aktualisieren und zu erweitern.

## Gruppensoziologie
Die Gruppensoziologie begreift Antisemitismus als Produkt von Gruppenkonflikten und als Frage von Einschluss in und Ausschluss aus Gemeinschaften. Die frühen deutschen Soziologen (Max Weber, Werner Sombart und Georg Simmel) beschränkten sich darauf, aus ethnischen, kulturellen und religiösen Traditionen von Juden ihren Gruppencharakter zu konstruieren. Dieser sei durch kapitalistische Wirtschaftsgesinnung, geographische Mobilität und Pariarecht gekennzeichnet. Auf dieser Grundlage konnte Antisemitismus nur als Ablehnung der angeblich spezifisch jüdischen Eigenschaften gedeutet werden. Die Gruppensoziologie hat solche essentialistischen Deutungen zurückgewiesen und schrittweise den Fokus der Forschung auf die Funktion des Antisemitismus für die antisemitische Gruppe umgelenkt.
Unter dem Einfluss des Zionismus hat erstmals Peretz Bernstein den Versuch einer Erklärung von Antisemitismus auf der Basis der Gruppensoziologie unternommen: Antisemitismus diene der Herstellung von Identitätsstiftung und Binnenhomogenität einer ingroup durch Abgrenzung von der jüdischen outgroup. Die Juden ständen wegen ihrer Minderheitenexistenz in europäischen Gesellschaften stets als outgroup zur Verfügung, auf deren Kosten ingroups der Mehrheitsgesellschaft ihre Selbstdefinition betreiben können. Es habe sich gezeigt, dass dieser Ausgrenzungsmechanismus nicht durch Assimilation hintergehbar sei.
Die Grundidee, Antisemitismus als unüberwindbare Gruppenfeindschaft zu beschreiben, hat auch literarische Aufarbeitungen dieses Themas inspiriert, insbesondere von Arnold Zweig und Max Frisch.
In The Sociology of Modern Antisemitism (1942) hat Talcott Parsons nach Gründen für Gruppenfeindseligkeit gegenüber Juden gesucht. Die Auflösung alter Gemeinschaftsstrukturen in modernen Gesellschaften und der Konkurrenzdruck durch das kapitalistische Leistungsprinzip produzierten Aggressionen von „Modernisierungsverlierern“, die auf Gruppen außerhalb des nationalen Kollektivs verschoben werden müssten. Ob, wie Parsons meint, der reale Gruppencharakter der Juden mit dazu beitrage, sie zur Zielscheibe von Anfeindungen zu machen, ist in der soziologischen Forschung umstritten.
Eva Gabriele Reichmann hat in Die Flucht in den Hass 1956 diesbezüglich zwischen einer „echten“ und einer „unechten Judenfrage“ unterschieden. Erstere beruhe auf tatsächlichen Gruppenkonflikten, während Letztere einem Aggressions- und Selbstbestätigungsbedürfnis der nichtjüdischen Umwelt entspringe und somit eher psychologisch als soziologisch zu erklären sei. In Anlehnung an die politische Theoretikerin Hannah Arendt (insbesondere 1951) und den Historiker und Antisemitismusforscher Gavin Langmuir (insbesondere 1990) hat sich mittlerweile die Ansicht durchgesetzt, dass der Antisemitismus, zumindest in der Neuzeit, nicht auf Realkonflikten basiert, sondern sich durch einen chimärischen Charakter auszeichnet. Daher wird die Konstruktion des Juden als das „Fremde“ oder das „Andere“ als eine notwendige Bedingung von Antisemitismus betrachtet.
Die gruppensoziologische Einordnung von Antisemitismus in allgemeine Fremdenangst gegenüber ethnischen Minderheiten in westlichen Gesellschaften ist erst durch die neuere Nationalismusforschung in Frage gestellt worden: In Anlehnung an Zygmunt Bauman hat etwa Klaus Holz festgestellt, dass Antisemitismus nicht als eine unter vielen Formen von Fremdenfeindlichkeit gesehen werden kann, da Diskurse des nationalen Antisemitismus die Juden als nicht klassifizierbare, internationalistische Gruppe einstufen. Sie verkörperten somit die Negation des nationalen Prinzips überhaupt.

## Krisentheorie der Moderne
Dieser Erklärungsansatz ist politik- und sozialgeschichtlich ausgerichtet und betrachtet Antisemitismus im Zusammenhang mit krisenhaften Umbrüchen, ökonomisch tiefgreifenden Gesellschaftsveränderungen und politischen Interessen, die mit dem Entstehen der Nationalstaaten Europas einhergingen.
Dabei wird der seit 1870 in Deutschland auftretende „moderne“, zunehmend rassistisch begründete Antisemitismus von früheren und weiterbestehenden Formen der Judenfeindlichkeit deutlich abgesetzt. Die Entstehung einer antisemitischen Bewegung im Kaiserreich wird auf ein Ursachengeflecht politischer, sozialer und ökonomischer Faktoren zurückgeführt. Dazu gehören u. a.
- die Industrialisierung unter frühkapitalistischen Bedingungen,
- die Besonderheiten der rechtlichen und politischen Emanzipation jüdischer Deutscher, die sich fast 100 Jahre lang hinzog und zur Verfestigung antijüdischer Klischees und einer problematischen „Judenfrage“ beitrug,
- die verpasste Chance der Demokratisierung von unten durch das Scheitern der Märzrevolution von 1848,
- die wirtschaftliche Depression nach dem Gründerkrach von 1873, der darauf folgende Niedergang des Liberalismus und Bismarcks „konservative Wende“ von 1878/79,
- eine nationale und kulturelle Identitätskrise (Kulturpessimismus), die seit etwa 1879 durch übersteigerten Nationalismus und Antisemitismus kompensiert worden sei.

Im Gegensatz zur vormodernen Judenfeindlichkeit zeichne sich der moderne Antisemitismus durch folgende Kennzeichen aus:
- Säkularisierung des christlichen Judenhasses
- Rassentheoretische Fundierung
- Verbindung mit dem modernen Nationalismus
- politische Organisation (Parteien, Vereine, Verbände)
- Instrumentalisierung in politischen Auseinandersetzungen
- „Judenfrage“ als Kern- oder Weltproblem

Nach 1945 hat sich dieses Erklärungsmodell, das auch Impulse von Forschungen der Weimarer Zeit und der Frankfurter Schule aufgriff, in der Bundesrepublik weithin durchgesetzt. Einer seiner Vertreter ist Hans Rosenberg, der in seiner Studie Große Depression und Bismarckzeit 1967 empirisch nachweisen konnte, dass zwischen der Wirtschaftsdynamik und dem Wachstum des Antisemitismus ein enger Wirkungszusammenhang bestand: „Seit 1873 stieg der Antisemitismus, wenn der Aktienkurs fiel.“ Nach Rosenberg verhalten sich Konjunkturen des Antisemitismus umgekehrt proportional zur wirtschaftlichen Konjunkturentwicklung. Gleichzeitig verwirft Rosenberg die Realkonfliktthese. Nicht tatsächliche, sondern wahrgenommene Konfliktlinien zwischen Juden und Nichtjuden täten sich in Krisenzeiten auf. Rosenberg betont, dass nur wenige Zeitgenossen die radikalen Struktur- und Konjunkturveränderungen damals durchschauten, so dass irrationale Erklärungen dafür umso leichter Fuß fassen konnten. Diese hatten einen gewissen Schein von Plausibilität, weil traditionell tatsächlich relativ viele Menschen jüdischer Herkunft im Banken- und Kreditgewerbe tätig waren. Währenddessen suchten Handwerker, Mittelständler, Land- und Industriearbeiter in eben jenen Kreisen nach den Schuldigen für Absatzkrisen, Pleiten, Inflation und Arbeitslosigkeit.
Ergänzend wies Reinhard Rürup 1975 auf politische Interessen hin: Reaktionäre feudalistische oder nationalistische Politiker hätten die im Volk verbreitete Bereitschaft zur Suche nach Sündenböcken gezielt instrumentalisiert, um das Kleinbürgertum in das antiliberale Lager einzubinden. So habe die Funktion des Antisemitismus objektiv darin gelegen, „von den tatsächlichen Ursachen sozialer Konflikte und Krisen [abzulenken] und zugleich ein Ventil für kollektive Unzufriedenheit und Aggressionstriebe [zu bieten]“.
Englische, US-amerikanische und kanadische Historiker wie Geoff Eley (Reshaping the German Right New Haven 1980), David Blackbourn, Helmut W. Smith und James Retallack haben dagegen den antigouvernementalen Charakter des Antisemitismus stärker betont. Der moderne Antisemitismus sei kein Teil einer Ablenkungsstrategie des Obrigkeitsstaats gewesen, sondern habe sich als antimoderne Protestideologie aus dem Bürgertum heraus entwickelt. Daneben wies James F. Harris darauf hin, dass einige der Kennzeichen des modernen Antisemitismus bereits in voremanzipatorischer Zeit gegeben waren. Auch diese Forschungstradition bestätigt den Zusammenhang von Antisemitismus und Gesellschaftskrise (Werner Jochmann).
Die Krisentheorie hat vor allem in der Forschung zu Parteien, Vereinen, Verbänden und gesellschaftlichen Gruppen, die sich dem Antisemitismus zuwandten, breiten Niederschlag gefunden. Norbert Kampe untersuchte 1988 beispielsweise das Verhältnis von Studenten und ‚Judenfrage‘ im Deutschen Kaiserreich mit dem Ergebnis, dass der Ausschluss der jüdischen Kommilitonen aus den meisten Studentenverbindungen um 1890 vor dem Hintergrund tiefer Existenzängste des Bildungsbürgertums zu sehen sei. Der akademische Arbeitsmarkt war damals so stark geschrumpft, dass Abschottung gegenüber Aufsteigern und Außenseitern, zu denen vor allem die gerade erst zur Universitätslaufbahn zugelassenen Juden gehörten, nahe zu liegen schien. So ging die ursprünglich liberal gesinnte Akademikerzunft ein Mentalitätsbündnis mit den wilhelminischen Eliten auf Kosten der Juden ein. Besonders in den Burschenschaften, so Kampe, sei diese Allianz von Antisemitismus, Nationalismus und reaktionärer Kaisertreue dann bis weit in die Weimarer Republik hinein wirkungsmächtig geworden.
In den letzten beiden Jahrzehnten ist vor dem Hintergrund des Booms der „neuen Kulturgeschichte“ Kritik an der Konzentration der Krisentheorie auf sozioökonomische Faktoren und strukturfunktionalistische Erklärungen geübt worden. Seitdem ist die Krisentheorie durch Ansätze der Mentalitätsgeschichte erweitert worden. Olaf Blaschke und Wolfgang Heinrichs haben festgestellt, dass auf Bodenverluste der Kirchen in Staat und Gesellschaft des Kaiserreichs mit einer Reaktivierung und Modernisierung traditioneller christlicher Judenfeindschaft reagiert wurde. Den Aufstieg des modernen Judentums deuteten konservative Christen beider Konfessionen als Mahnung zu innerer Geschlossenheit und zur Abwehr gegen die Moderne durch Rechristianisierung. Daher sei der moderne Antisemitismus nicht mit dem Rassenantisemitismus identisch, vielmehr habe neben und in Mischung mit ihm ein christlich-konservativer Antisemitismus bestanden, der mindestens ebenso wirkungsmächtig gewesen sei.
Der traditionelle und im 19. Jahrhundert keineswegs überwundene, sondern vielfältig weiterwirkende Antijudaismus spielt für die Erklärung des modernen Antisemitismus in den sozialgeschichtlich orientierten Forschungen allerdings nach wie vor kaum eine Rolle. Umgekehrt überschätzen kirchengeschichtliche Studien wiederum oft die rein geistesgeschichtliche Kontinuität zwischen beiden Formen der Judenfeindlichkeit. Dass bereits der mittelalterliche Judenhass oft ökonomische Hintergründe hatte und nachaufklärerische „Erlösungsutopien“ religiöse Feindmotive beerbten und transformierten, wurde lange Zeit in beiden Forschungsrichtungen unterbelichtet.

## Negative Leitidee der Moderne
Der Antisemitismusforscher Samuel Salzborn versteht den Antisemitismus nicht aus den Krisen der Moderne, sondern als deren „negative Leitidee“. Demnach habe die Aufklärung nicht nur das Versprechen gebracht, jedes Individuum könne zu einem freien, gleichen und sich selbst bestimmenden Subjekt werden, sondern gleichzeitig durch die Entzauberung der Welt (Max Weber) eine narzisstische Wunde gerissen: Mit der Überwindung eines allgemeinverbindlichen Glaubens an Gott sei der Mensch unmittelbar mit seiner eigenen Sterblichkeit konfrontiert, über die er sich durch keine von außen kommenden Sinnangebote mehr hinwegtrösten könne. Als neuer Gott sei die Natur bzw. die Naturwissenschaft inthronisiert worden, die es ermöglichte, die Wut über den eigenen Sinnverlust projektiv gegen die zu richten, die von der versprochenen Emanzipation am meisten zu profitieren schienen: die als Abstammungsgemeinschaft verstandenen Juden. Sie würden mit dem gesamten Projekt der Moderne identifiziert und mit ihm zugleich verdammt. Antisemiten würden somit immer auch gegen die Gleichheit und Freiheit aller Menschen kämpfen. Der souveräne Rechtsstaat bedürfe zu deren Aufrechterhalten zudem stets der Geheimhaltung – ein Sicherheitsapparat, der all seine Informationen transparent offenlegt, kann nicht funktionieren. Dieses notwendige Geheimnis des modernen Staates werde von den Antisemiten verschwörungstheoretisch gedeutet als Ansatzpunkt vermeintlich jüdischer Machenschaften, die sie hinter der Demokratie und ihren institutionellen Strukturen stets vermuteten. Antisemiten würden sich weigern oder seien unfähig, abstrakt zu denken und konkret zu fühlen: Die Ursachen von Ungerechtigkeiten und Defiziten im unabgeschlossenen Projekt der Moderne würden sie nicht in abstrakten gesellschaftlichen Strukturen suchen, sondern in konkreten Personen, die „dahinter stecken“ würden und somit zu bekämpfen wären. Ihre eigenen Enttäuschungen, ihre Wut und Traurigkeit würden sie nicht konkret bei sich selbst in ihrer unvollständigen Auseinandersetzung mit den Ambivalenzen der modernen Welt verorten, sondern in Abstrakta wie dem Judentum, das an allem die Schuld trage. Davon ausgehend vertritt Salzborn die These, dass moderner Antisemitismus die „Unfähigkeit und Unwilligkeit ist, abstrakt zu denken und konkret zu fühlen“. Der Antisemitismus vertausche beides; das Denken solle konkret, das Fühlen jedoch abstrakt sein, wobei die „nicht ertragene Ambivalenz der Moderne auf das projiziert“ werde, was der Antisemit für jüdisch halte.
Die Antisemitismusforscherin Monika Schwarz-Friesel kommt zu dem genau entgegengesetzten Schluss, dass Antisemiten abstrakt dächten und konkret fühlten. Ihr Denken basiere auf „abstrakte[n] Konzepten ohne empirische Erfahrungsbasis“ und ohne Bezug zur Realität. Charakteristisch für Antisemiten seien „Obsessivität, kognitive Rigidität, Faktenresistenz und konzeptuelle Deprivation“, daher seien aufgrund einer Affektlogik ihre Denkprozesse emotional bestimmt. Ihr Fühlen, so Schwarz-Friesel, sei dagegen konkret, „emotional höchst subjektiv-ich-bezogen“ und besonders intensiv, als „Resultat einer Verschmelzung von individuell gefühltem Hass und kulturell tradiertem, internalisiertem Hass“. Antisemitismus, so Schwarz-Friesel, sei „ein mentales Glaubens- und Weltdeutungssystem, das faktenresistent gegenüber den Tatsachen der realen Welt, konzeptuell hermetisch geschlossen ist und das konstitutiv auf mentalen Phantasmen und der Emotion Hass basiert“.

## Religions-, kirchengeschichtliche und mediävistische Studien
Judenfeindlichkeit war im Mittelalter und in der Frühen Neuzeit überwiegend religiös legitimiert, selbst dann, wenn in der Praxis der Judenverfolgung politische und wirtschaftliche Motive zum Tragen kamen und protorassistisch geprägte Feindbilder und Gesetzgebungen (so in Spanien nach der Reconquista) wirkten. Daher ist speziell für die christliche Judenfeindlichkeit der Vormoderne der Begriff Antijudaismus geprägt worden, der sich allerdings nicht allgemein durchgesetzt hat. Mit dem Aufstieg des Christentums in Europa wurden judenfeindliche Stereotype zum integralen Bestandteil mittelalterlicher Theologie und auch in der Reformation nicht überwunden. Die in päpstlichen Bullen und in der, schon mit Augustinus beginnenden, Adversus-Iudaeos-Literatur (Latein: „gegen die Juden“) am häufigsten vorzufindenden Vorwürfe beziehen sich auf:
- Blindheit und Verstocktheit gegenüber Jesus Christus als Messias,
- Kollektivschuld am Tode Jesu,
- Abkunft vom Teufel (Joh. 8,44),
- Verschwörung zum Schaden der Christenheit.

Die mindere Rechtsstellung der Juden und ihre Ausgrenzung aus der christlich-ständischen Gesellschaftsordnung wurden seit der Konstantinischen Wende, zum Beispiel auf dem Vierten Laterankonzil im Jahr 1215, welches den Ausschluss der Juden von öffentlichen Ämtern, das Tragen unterscheidender Kleidung und bei Fällen von Wucher die Verpflichtung von Christen zum Boykott des Handels mit Juden festgelegt hatte, schrittweise durchgesetzt und als heilsgeschichtliche Notwendigkeit interpretiert. Das Elend der Juden sollte die Überlegenheit des Christentums erweisen und die Juden zur Konversion bewegen. Der eschatologische Vorbehalt (Röm. 11), der den Juden eine bleibende Rolle im Rahmen der christlichen Heilsgeschichte einräumte, verlor zunehmend an Bedeutung. Spätestens seit dem 12. Jahrhundert traten zu den theologischen Vorwürfen im engeren Sinne Hostienfrevel- und Ritualmordbeschuldigungen hinzu. Sie sind zwar eher der Volksfrömmigkeit zuzuordnen und wurden oftmals von der weltlichen und geistlichen Obrigkeit zurückgewiesen, gleichzeitig aber von Bischöfen und vom monastischen Klerus nachträglich gerechtfertigt oder sogar aktiv propagiert. Gewalttaten gegen Juden in Form von Pogromen, Vertreibungen und Zwangstaufen häuften sich in Krisenzeiten und Phasen des religiösen Aufbruchs, wie den Kreuzzügen, den Pest- und Lepraepidemien im 14. Jahrhundert, oder zur Reformationszeit.
Auf der Basis dieser Kenntnisse über den Antijudaismus gehen kirchen- und theologiehistorische Arbeiten seit den 1940er Jahren vor allem der Frage nach, welchen Anteil das Christentum an der Entstehung des modernen Antisemitismus hatte, wie antijüdische Stereotype der Neuzeit überliefert wurden und wie sie in den Volkstums- und Rassentheorien des 19. und 20. Jahrhunderts weiterwirkten. Als frühestes Werk dieser historischen Antisemitismusforschung gilt The Devil and the Jews des amerikanischen Rabbiners Joshua Trachtenberg aus dem Jahr 1943. Forschungskontroversen in diesem Bereich ranken sich primär um die Kontinuitätsfrage und darum, ob und in welchem Ausmaß Judenfeindlichkeit systematisch in christliche Theologie eingeschrieben war.
Zunächst jene Positionen, die Brüche und Übergänge hervorheben: Die häufig in populärwissenschaftlichen Zusammenhängen auftretende Behauptung eines „Antisemitismus“ im Neuen Testament ist allgemein zurückgewiesen worden. Antijüdische Polemik (z. B. Mt. 23, 13–29; Joh. 8,44; 1. Thess 2,16) sei dort ein Produkt binnenjüdischer Auseinandersetzungen, die erst mit der Ablösung der christlichen Gemeinden von ihrer jüdischen Umwelt und der Konstantinischen Wende judenfeindliche Wirkungen gezeitigt haben.
Gavin Langmuir hat in judenfeindlichen Quellen seit dem 12. Jahrhundert zunehmende chimärische Züge in den Feindbildkonstruktionen beobachtet und darin den Übergang vom Antijudaismus zum Antisemitismus erkannt. Die antijüdischen Feindbilder hätten sich bereits im Spätmittelalter nicht mehr an realen theologischen Gegensätzen zwischen Christen und Juden orientiert.
Heiko A. Oberman hat in der Reformationszeit Rahmenbedingungen ausgemacht, die zur Radikalisierung und Modernisierung christlicher Judenfeindlichkeit führten. Angesichts existenzieller Bedrohungen von Innen (Glaubensspaltung) und Außen (Türkenkriege) habe sich in Europa eine Endzeitangst verbreitet, die nach Verfolgung der vermeintlichen Repräsentanten „des Antichristen“ in dieser Welt verlangte. (Das betraf neben den Juden auch so genannte Häretiker, Hexen, konfessionelle Gegner, aufständische Bauern u. a.)
Johannes Heil geht demgegenüber von einem langfristigen Säkularisierungsprozess vom 13. bis zum 16. Jahrhundert aus, in dem sich Judenfeindlichkeit aus theologischen, heilsgeschichtlichen oder überhaupt religiösen Diskurskontexten löste. Die dem Judentum in der christlichen Gesellschaft zugeschriebene Rolle wandelte sich vom „Gottesfeind“ zum „Menschenfeind“.
Das Fazit des für die protestantische Theologie repräsentativen Lexikons Religion in Geschichte und Gesellschaft, das Christentum trage am modernen Antisemitismus nur indirekt Schuld, bildet aber bis heute keinen Konsens in der theologischen und kirchengeschichtlichen Antisemitismusforschung. Die Entwicklung von Kontinuitätsthesen ist gerade in diesem Bereich der Forschung weit verbreitet. Sie kann Ansätze der jüdischen Geschichtsschreibung aufgreifen, die in der Nachfolge von Heinrich Graetz und Jules Isaac eine langfristige Wirksamkeit des christlichen Judenhasses bis in den modernen Antisemitismus hinein angenommen hat. (Ganz in diesem Sinne z. B. Léon Poliakov, Jacob Katz, Robert S. Wistrich, William Nicholls, Albert S. Lindemann)
Ausgangspunkt für die Vertreter von Kontinuitätsthesen waren Aussagen von Adolf Hitler und Julius Streicher u. a. führender Nationalsozialisten, die bewusst christliches Vokabular verwendeten und die Nähe zur Judenfeindschaft Martin Luthers suchten.
Im protestantischen Bereich wird Luthers später Judenhass daher oft als Bindeglied zwischen mittelalterlichem Antijudaismus und neuzeitlichem Antisemitismus, besonders in seiner spezifisch deutschen Ausprägung, angesehen. Man zog eine gerade Traditionslinie von Luther selbst über den lutherischen Hofprediger Adolf Stoecker bis zu den Deutschen Christen. Dagegen haben Achim Detmers und Peter von der Osten-Sacken judenfeindliche Schriften einzelner Reformatoren stärker im historischen Kontext der Reformationsgeschichte untersucht und ihre Bindung an die unmittelbaren Zeitumstände und theologischen Denksysteme betont. Dennoch rückt auch Osten-Sacken Luther in die Nähe des modernen Antisemitismus.
Tatsächlich wirken Luthers Forderungen an die Fürsten in Von den Juden und ihren Lügen (1543) fast wie eine Handlungsanleitung für die „Reichskristallnacht“ von 1938.

„Erstlich, daß man ihre Synagoge oder Schule mit Feuer anstecke, und was nicht verbrennen will, mit Erde überhäufe, und beschütte, daß kein Mensch einen Stein oder Schlacke davon sehe ewiglich. Und solches soll man thun unserem Herrn und der Christenheit zu Ehren.“

Dabei wurden jedoch Luthers Aussagen häufig aus dem historischen Kontext gelöst. So wurde übersehen, dass sie im Wesentlichen den mittelalterlichen Stereotypen und Feindbildern folgten und sich kaum von den Positionen anderer Reformatoren (z. B. Martin Bucer) und Altgläubigen (z. B. Johannes Eck) unterschieden.
Während traditionell eher der Protestantismus im Fokus der Antisemitismusforschung stand, hat sich in den letzten Jahrzehnten, bedingt durch die teilweise Öffnung der vatikanischen Archive, eine Kontroverse um die Entwicklung der Judenfeindlichkeit im Katholizismus entwickelt. Einige Historiker zeichnen eine Kontinuität radikaler Judenfeindlichkeit im Katholizismus bis hin zur Verstrickung in den Holocaust. Andere Historiker und Theologen haben in Bezug auf Deutschland eine katholische Immunität gegenüber dem modernen Rassenantisemitismus behauptet. Den Versuch einer Synthese hat Olaf Blaschke unternommen: Antisemitismus sei im katholischen Milieu tief verankert gewesen, aber nicht als reine Weiterführung des mittelalterlichen Musters. Vielmehr habe sich eine spezifisch katholische Version des modernen Antisemitismus entwickelt, die Distanz gegenüber Rassismus und eliminatorischen Lösungen wahrte, die Bekämpfung der Juden als politische, kulturelle, wirtschaftliche und religiöse Gegner aber als legitim einstufte.
Andere Ansätze beziehen sich vorrangig auf Motivation für religiösen Antisemitismus. So befasste sich Stefan Lehr gezielt mit den weiterwirkenden religiösen Motiven im Antisemitismus seit 1870. Er stellte zwischen 1870 und 1900 allein etwa 130 Ritualmordanklagen gegen Juden in zahlreichen Ländern Europas fest, die fast immer mit der „Gottesmord“-Anklage begründet wurden und häufig in der Karwoche vor Ostern erfolgten. Dieses Argument bildete den Hauptfaktor für die Aktivierung von Pogromen und gezielter Judenhetze von meist kirchlichen Agitatoren des 19. Jahrhunderts. Damit erhärtete Lehr die Vermutung, dass keine eindeutige, weder zeitliche noch inhaltliche Abgrenzung zwischen Antijudaismus und Antisemitismus möglich ist, sondern sich christliche und rassistische Vorurteile gegenseitig durchdrangen und verstärkten.
Er sprach von einem „Wurzelgeflecht“ zwar verschiedener, aber nie isoliert auftretender, sondern sich vielfältig beeinflussender religiöser, sozialer, politischer und ökonomischer Motive für den Judenhass der modernen, besonders der deutschen und österreichischen Industriegesellschaften Mitteleuropas. Auch konnte er zeigen, dass es gerade bürgerliche, sogar theologisch gebildete Parteipolitiker waren, die mit kampagnenartigen Vortragsreisen die religiöse Judenfeindlichkeit in der Landbevölkerung, die bereits nachgelassen hatte, wieder anfachten. Diese Agitatoren waren Lehr zufolge keineswegs skurrile Außenseiter, sondern verfügten in der Kaiserzeit über großen publizistischen Einfluss, wenn auch ihre direkten politischen Erfolge gering blieben. Antisemitismus war demnach im Kaiserreich keine Randerscheinung, sondern fester Bestandteil des öffentlichen Diskurses um das Verhältnis von Nation und Religion, der wiederum eng mit den Interessen der politischen Eliten verbunden gewesen sei.
Für Christian Staffa kann das kirchliche Selbstbild nur schwer „seine eigene Bedingtheit im Judentum und seine Angewiesenheit auf das Judentum akzeptieren“. Der Umstand einer verheißenen, aber bisher nicht eingetretenen Erlösung im Reich Gottes werde den Juden zugeschrieben, die damit zu den „prototypischen Ungläubigen“ würden. In diesem Schema würden das Verfolgtsein von Juden sowie der Verlust des Tempels und des Landes den Glauben der Christen bestätigen, womit nicht mehr der Glaube bewiesen werde, sondern der Unglaube der anderen. Diese Projektion zeige, dass es im Antisemitismus „nicht um irgendeine reale Eigenschaft oder historische Beschreibung von Juden […], sondern um die Sicherung und Entwicklung eines christlichen und, daraus folgend bzw. parallel, eines nationalen, kulturellen Selbstbildes“ gehe.
Die Studie von Claus-E. Bärsch 1988 zieht sogar eine direkte Linie von der Apokalyptik, der Satanologie und dem Antijudaismus im Neuen Testament, besonders in der Offenbarung des Johannes, zur nationalsozialistischen Ideologie von Adolf Hitler und Joseph Goebbels. Diese These stieß u. a. bei Christhard Hoffmann auf Ablehnung, weil sie die verwickelte Überlieferung und den Wandel christlicher zu antisemitischen Stereotypen zu stark vereinfache und damit dem Bild eines „Ewigen Juden“ als Hassobjekt der europäischen Gesamtgeschichte Vorschub leiste. Die Rezeption antijudaistischer Motive bei den Nationalsozialisten sei oft keine lebendige Fortsetzung, sondern künstliche „Erfindung einer Tradition“ zu Propagandazwecken gewesen. So hätten Antisemiten gezielt nach judenfeindlichen Aussagen Luthers gesucht und sie in einen neuen, säkular-rassistischen Kontext gestellt, um sie politisch benutzen zu können.
Während die sozialgeschichtliche Forschung weiterwirkende religiöse Motive häufig unterschätzt, betonen Kirchenhistoriker oft zu einlinig eine Kontinuität und letztlich Identität von Antijudaismus und Antisemitismus, indem sie letzteren Begriff auf alle vormodernen Formen von Judenfeindlichkeit übertragen. Demgegenüber dominieren in der Mediävistik die Bemühungen, die Unterschiede zwischen vormoderner und moderner Judenfeindlichkeit sichtbar zu machen. So ist, bei allerdings gravierenden Differenzen in der Periodisierung, mittlerweile die Ansicht konsensfähig, dass dem modernen Antisemitismus die Säkularisierung der antijüdischen Feindbilder und ihrer Kontexte vorausging.

## Kulturgeschichtliche Studien
Forschungen verschiedener Fachdisziplinen befassen sich mit den Ideen, Bildmotiven, Mentalitäten und kulturellen Denkmustern, die den Antisemitismus des 19. Jahrhunderts mit früheren Formen von Judenfeindlichkeit verbinden oder ihn davon unterscheiden. Sie betonen jedoch meist eher die Kontinuität als die Diskontinuität. Einige Historiker haben sich in diesem Zusammenhang um eine Synthese von Kultur-, Ideen- und Sozialgeschichte bemüht. Andere vertreten einen radikalen Konstruktivismus, der die Eigenlogik antisemitischer Bildwelten und Diskurse betont, d. h. ihre Entwicklung als unabhängig von realhistorischen Ereignissen und Strukturen einstuft.
Trotz dieser Gegensätze wird zunehmend interdisziplinär geforscht. Beispielhaft dafür ist das Projekt von Herbert A. Strauss am Berliner Zentrum für Antisemitismusforschung von 1983 bis 1987, in dem Kunsthistoriker, Religions-, Sozial- und Literaturwissenschaftler Bilder von Juden und Judentum in der deutschen populären Kultur 1900 bis 1950 untersuchten und damit einen wesentlichen Beitrag zur Erklärung der Vorgeschichte des Rassenantisemitismus leisteten. Aus diesem Projekt gingen bekannte Arbeiten von Rainer Erb, Werner Bergmann, Stefan Rohrbacher, Michael Schmidt und Peter Dittmar hervor.
Ein Ergebnis dieser Studien war, dass religiöse Motive wie der Gottesmordvorwurf und die Ritualmordlegende, aber auch die Ahasver-Legende und das Bild des Wucherjuden nach der Aufklärung nicht verschwanden, sondern tief im kollektiven Bewusstsein besonders der Landbevölkerung verankert blieben. Michael Schmidt erklärt dies als im Mittelalter „erlernte Feindschaft“, die man gerade in Krisenzeiten umso mehr festhielt und besonders in Konfliktsituationen dann aktivierte.
Solche Bilder blieben aber auch im säkularen Rassenantisemitismus wirksam, so dass sich auf der Bild- und Motivebene eine starke Kontinuität zum Antijudaismus oder sogar zur antiken Judenfeindlichkeit herstellen lässt. Hier zog Arthur Hertzberg eine Linie vom Judenhass antiker Bildungsbürger wie Sueton und Tacitus, auf die sich französische Aufklärer wie Voltaire beriefen, zum Antisemitismus. In Deutschland sieht Eleonore Sterling eher die Romantik, die auf den Rationalismus der Aufklärer reagierte, als dessen Wurzel an. Im Rahmen der Forschungen zur völkischen Bewegung im Kaiserreich und in der Weimarer Republik (Uwe Puschner u. a.) ist herausgearbeitet worden, dass religiöse Vorstellungen im Rassenantisemitismus nicht an Bedeutung verloren haben. Die Religion wurde in völkischen Zirkeln als Spiegel der Rasseneigenschaften eines Volkes interpretiert. Demnach glaubte man, aus der angeblich minderwertigen Ethik der jüdischen Religionsgesetze (Talmud, Schulchan Aruch) den „schädlichen Rassencharakter“ der Juden erweisen zu können. (so u. a. Theodor Fritsch) Religion und Rasse verbindende Theorien erzielten durch auflagenstarke Publikationen und das nationalistische Vereins- und Verbandswesen Verbreitung im konservativen Bürgertum, auch über sektiererische Zirkel hinaus. Mit ihrer Charakterisierung des Antisemitismus in Deutschland und Frankreich vor 1918 als „kultureller Code“ hat Shulamit Volkov Kulturgeschichte und politische Sozialgeschichte zusammengeführt. Der Antisemitismus habe nicht auf unmittelbares Handeln in der „Judenfrage“ abgezielt, sondern sei das Erkennungszeichen einer nationalistischen und antiliberalen Gegenkultur gewesen.
Paul Rose vertritt demgegenüber die These vom „revolutionären Antisemitismus“ in Deutschland, den gerade demokratische, auf Veränderung drängende Gelehrte seit 1789 vertreten hätten: So seien gerade die kirchenkritischen Philosophen des Deutschen Idealismus Immanuel Kant, Johann Gottfried Herder, Georg Wilhelm Friedrich Hegel und Johann Gottlieb Fichte, die Junghegelianer und Karl Marx, die eine demokratische und gerechte Gesellschaftsordnung anstrebten, oft essentiell judenfeindlich gewesen. Die „Judenfrage“ sei für sie kein Randthema, sondern die Kehrseite und Voraussetzung ihrer universalistischen Erlösungsutopien gewesen. Dabei wirkten sich sonstige Gegensätze kaum aus, so dass Liberale wie Karl Gutzkow und Sozialisten wie Marx im Blick auf das Judentum sehr ähnlich dachten und redeten wie die Antisemiten Wilhelm Marr und Richard Wagner (Das Judenthum in der Musik).
Weshalb gerade Juden in diesen säkularen Utopien als Feinde von Liebe, Freiheit, Gerechtigkeit und Humanität erschienen, erklärt Rose ebenfalls mit weiterwirkenden religiösen Stereotypen. Die Ritualmordlegende sei nach der Damaskusaffäre (1840) zum Vorwurf des „Menschenopfers“ in Form von Ausbeutung oder „Blutsaugerei“ – als Metapher für Kapitalismus – umgewandelt worden; die Ahasverlegende sei zur ewigen Charaktereigenschaft des Judentums von Egoismus, Materialismus und niedriger Verstocktheit mutiert.
Eine besonders radikale Version der Kontinuitätsthese vertritt Michael Ley. Er interpretiert Antisemitismus als Produkt frühchristlicher religiöser Dogmen, die durch das Christentum und späterhin durch diverse Säkularreligionen (Nationalismus, Faschismus, Kommunismus) bis nach Auschwitz weitergetragen wurden. Mit ihrer Säkularisierung seien die vormodernen antijüdischen Stereotype noch wirksamer geworden als im Mittelalter, wo das Judentum religiös abgelehnt, aber teilweise sozial geduldet gewesen sei. Denn die rationale Welterklärung ließ Juden keinen Freiraum mehr, sondern verlangte nach einer Radikallösung: Diese sei dann nur als Totalauslöschung in Form von Assimilation oder Vertreibung und – da diese undurchführbar blieb – Ausrottung vorstellbar gewesen. Daher habe es im deutschen Liberalismus anders als in England oder den Niederlanden kein pluralistisches Konzept gegeben, das Juden eine eigenständige, gleichberechtigte Existenz in der bürgerlichen Gesellschaft zubilligte. Angesichts solcher Thesen stellt sich die Frage, ob man hier nicht Vorstellungen von Multikulturalismus an die Vergangenheit heranträgt, die im Zeitalter des Nationalismus und des klassischen Nationalstaats keine Optionen waren. Im Kontrast dazu haben Uriel Tal und Uffa Jensen die Grenzen des Liberalismus in der „Judenfrage“ nicht mit Antisemitismus in Verbindung gebracht, sondern im Abgrenzungsbedürfnis von Judentum und Protestantismus erkannt. Beiden sei es darum gegangen, eine Unterscheidbarkeit ihrer, mittlerweile stark angenäherten, Ethik und Theologie sicherzustellen.
Andere Kulturhistoriker haben sich weder an der Liberalismuskritik beteiligt noch motiv- und geistesgeschichtliche „Tiefenbohrungen“ zur vormodernen Judenfeindlichkeit durchgeführt. Vielmehr haben sie den Charakter des Antisemitismus als antimoderne Ideologie der Moderne bestätigt. Die entscheidenden Erweiterungen in der Sprach- und Bildwelt des Antisemitismus im 19. und 20. Jahrhundert sehen sie in Verknüpfungen mit anderen modernen Anti-Ideologien, wie Antifeminismus, Antislawismus und Antibolschewismus. (Forschungsansätze dazu bei Christina von Braun und Massimo F. Zumbini) Darüber hinaus habe die überlieferte Beschreibung des „jüdischen Körpers“ Anregungen aus Medizin, Anthropologie und Biologie erfahren. (Sander L. Gilman, Klaus Hödl)
Kulturgeschichtliche Ansätze überschätzen häufig die Kontinuität judenfeindlicher Stereotype und Feindbilder und berücksichtigen die eklektizistische Natur des modernen Antisemitismus nur ungenügend. Der moderne Antisemitismus betont propagandistische Wirkungsweise, greift ältere judenfeindliche Traditionen gezielt auf und fügt sie dem Propagandarepertoire hinzu, ohne dass jemals tatsächliche geistesgeschichtliche Kontinuitäten zur vormodernen Judenfeindschaft bestanden hätten. Dieses methodische Problem tritt vor allem in Arbeiten auf, welche die motivgeschichtliche Ebene nicht verlassen und daher übersehen, dass gleiche Motive in unterschiedlichen historischen und diskursiven Kontexten nicht dieselbe Bedeutung haben müssen.
An ideen- und diskursgeschichtlichen Studien ist wiederum kritisiert worden, dass sie sich mit der politischen, philosophischen und theologischen „Höhenkammliteratur“ begnügen und dem Antisemitismus der Unter- und Mittelschichten keine eigenständige Entwicklung zubilligen. So wird dessen Verbreitung häufig als Verbreitung judenfeindlicher Ideologien in den geistigen Eliten der Gesellschaft gedeutet, während der umgekehrte Weg kaum in Betracht gezogen wird. Auch den Übergang von antisemitischer Agitation zur Gewalt gegen Juden können kulturgeschichtliche Ansätze, sofern sie sich ausschließlich auf Sprache und Symbole fokussieren, nicht erklären (vgl. entspr. Rezensionen von Christhard Hoffmann, Till van Rahden, Ulrich Sieg und Rainer Hering).

## Studien zu Antijudaismus und Antisemitismus
Ein zentrales Thema der Antisemitismusforschung ist das Verhältnis des mittelalterlichen Antijudaismus zum modernen Antisemitismus.
Der US-Historiker Raul Hilberg schrieb 1961 ein umfangreiches Standardwerk über den Zusammenhang zwischen mittelalterlichem Antijudaismus und nationalsozialistischem Antisemitismus, das die Kontinuität zwischen beiden mit zahlreichen Einzeluntersuchungen belegt, ohne sie gleichzusetzen. Er sieht von den Zwangstaufen der Goten Spaniens im 6. Jahrhundert bis zu den Vernichtungslagern der NS-Zeit logische Bezüge. Dabei unterscheidet er rückblickend drei Hauptperioden:
3.–11. Jahrhundert
Frühes und Hohes Mittelalter: Die Kirche errang das Religionsmonopol und bestimmte über die Juden, die bald zu den „Ketzern“ gerechnet wurden. Die „wahre“ Religion gebot die Gewaltmission. Da Zwangstaufen kaum erfolgreich waren, griff die Kirche zu „Schutz“-Maßnahmen, indem sie die Juden ghettoisierte. – Diese Periode folgte dem Motto: Ihr habt kein Recht, als Juden unter uns zu leben!
12.–17. Jahrhundert
Spätmittelalter und Frühe Neuzeit: Seit den Kreuzzügen wurden Juden immer häufiger vor die Wahl zwischen Bekehrung oder Vertreibung gestellt. Vertreibungen und Pogrome wurden fallweise, ähnlich wie Hexenverfolgung bei Pest-Epidemien, die Regel. Martin Luther deutete dieses Leiden als „Strafe Gottes“ für „Unglauben“ und „Verstocktheit“. Er übernahm damit das Judenbild des Mittelalters und überlieferte es der Neuzeit. – In dieser Periode lautete das Motto: Ihr habt kein Recht, unter uns zu leben!
18.–20. Jahrhundert
Neuzeit: Trotz der Brechung des kirchlichen Religionsmonopols schloss das sich emanzipierende Bürgertum Juden weiterhin aus und behielt ihre Vertreibung als Ziel bei. Romantik, Idealismus und Nationalismus machten den „Antisemitismus ohne Gott“ zur bürgerlichen Normalität. Rassistische Theorien, die der Nationalsozialismus später in die Tat umsetzte, gewannen an Boden. Vor 1939 ging es den Nationalsozialisten überwiegend um die Entrechtung und Enteignung der Juden. Der Vernichtungsplan nahm erst während des Krieges Gestalt an. Die „Endlösung“ schien einfacher und billiger als die Vertreibung. – Diese Periode folgte dem Motto: Ihr habt kein Recht, zu leben!
Die Shoah ist für Hilberg also kein absolutes Novum, kein „Betriebsunfall“ und keine unbegreifliche „Katastrophe“. Die deutsche Bürokratie habe den massenhaften Mord der Juden nur darum so schnell und gründlich durchführen können, weil sie auf jahrhundertelange Erfahrungen in diesen Vorgehensweisen zurückgreifen konnte. Das kanonische Recht der katholischen Kirche von Justinian bis zu Papst Pius VI. habe schon sämtliche Maßnahmen enthalten, die die Nationalsozialisten übernahmen:
- Ghettos (Judenviertel),
- Boykott jüdischer Geschäfte,
- Synagogen verbrennen,
- Schriften verbrennen,
- Enteignungen,
- gelbe Kennzeichen auf der Kleidung,
- Berufsverbote, Entfernung aus öffentlichen Ämtern,
- Apartheid in den Schulen und öffentlichen Einrichtungen,
- Arbeitslager.

Die lange Gewöhnung der Bevölkerung an die Isolation, Verachtung und Verfolgung der Juden, so Hilberg, habe die Voraussetzungen dafür geschaffen, dass der Holocaust fast ohne Widerstand dagegen durchgeführt werden konnte.
Für Christhard Hoffmann, Historiker an der Universität Bergen (Norwegen) u. a., liegt die Differenz und gleichzeitige Verwandtschaft von mittelalterlich-christlicher und modern-rassistischer Judenfeindlichkeit vor allem in drei Faktoren:
- Juden konnten durch die Taufe Mitglied der christlichen und durch Assimilation der bürgerlichen Gesellschaft werden. Der Rassismus dagegen verschloss ihnen diesen Ausweg. Dessen Ideologen lehnten darum nicht nur die gesetzliche Gleichstellung, sondern auch und gerade die kirchliche Judenmission als „Eindringen fremden Blutes“ vehement ab.
- In beiden Fällen glaubte man an einen unaufhebbaren Gegensatz zwischen Judentum und herrschender Weltanschauung. Aber das Mittelalter ertrug die Fortexistenz der Juden trotz ihrer göttlichen „Verwerfung“ eher, weil ein Christ Gottes Geschichtsplan nicht kannte und daher die Lösung von gesellschaftlichen Widersprüchen eher dem „Jenseits“ überließ. In den säkularen Erlösungsutopien dagegen macht der Mensch seine Geschichte selbst, so dass Lösungen im Diesseits politisch errungen werden müssen. Die Auflösung religiöser Gegensätze durch bürgerliche Gleichberechtigung konnte – zumal, wenn die soziale Integration der Juden misslang – leichter zur Zielvorstellung einer Radikallösung durch Vertreibung und Vernichtung umschlagen.
- Im Christentum und den liberalen oder sozialistischen Zukunftserwartungen galt das Judentum immer als überholte, alte, in seinen schon toten Resten zu überwindende Größe. Juden konnten nur als Christen, Bürger oder Sozialisten am allgemeinen „Fortschritt“ teilhaben. Als dieser ausblieb bzw. seine negativen Folgen überhandnahmen, wurde das Zukunftsbild des Rassismus plausibler: Nur radikale Ausmerzung des „Anderen“, des „Volksschädlings“, könne die Dekadenz und „Zersetzung“ der eigenen Kultur aufhalten. Die Vorstellung einer Lösung lag nicht mehr im quasi automatischen Fortschreiten der Geschichte zum Besseren. Der so genannte „Kulturverfall“ wurde als Ausgeburt „bösartiger Mächte“ bezeichnet. Als deren Inbegriff wurde die „jüdische Rasse“ dingfest gemacht. Die „Verjudung“ diente als einfache Erklärung uneinheitlicher komplexer Phänomene: Den Krisenerscheinungen der Demokratie, des Liberalismus, des Sozialismus, des Kapitalismus und des Kommunismus als Theorien und z. T. Praktiken wurde somit eine einheitliche Ursache unterstellt. Dabei wurde der christliche Dualismus von Gott und Satan, Gut und Böse in neuer Gestalt – als welthistorischer Gegensatz von „Ariern“ und „Semiten“ – reaktiviert.[70]

In der Mediävistik ist die Suche nach antijudaistischen Elementen im modernen Antisemitismus auf grundsätzliche Kritik gestoßen. Unter Zusammenführung von historischen und gruppensoziologischen Ansätzen hat Gavin Langmuir auf der Basis mittelalterlicher Quellen eine Typologie judenfeindlicher Einstellungen entwickelt:
- realistische Einstellungen: basieren auf tatsächlichen Gegensätzen zwischen Juden und Nichtjuden.
- xenophobe Einstellungen: übertragen Eigenschaften einzelner Gruppenmitglieder auf die Gesamtgruppe.
- chimärische Einstellungen: operieren mit erfundenen Zuschreibungen, die allein die Existenz der Juden als Gruppe voraussetzen.

Allein die chimärische Judenfeindschaft begreift Langmuir als Antisemitismus, während der Antijudaismus bis etwa ins 12. Jahrhundert durch realistische und xenophobe Einstellungen bestimmt gewesen sei. Langmuirs Typologie ist zwar auf Zustimmung gestoßen, doch wird bezweifelt, dass sie als Fundament für die begriffliche Trennung zwischen Antijudaismus und Antisemitismus tauglich ist. Die drei Typen judenfeindlicher Einstellungen lassen sich in allen Epochen nachweisen. Daher hat sich Johannes Heil nicht auf den Wandel der Motive, sondern ihrer diskursiven Kontexte konzentriert, für die er einen langfristigen Säkularisierungsprozess annimmt. Das Heraustreten der Judenfeindlichkeit aus theologisch- religiösen Zusammenhängen ist demnach für den Übergang zum Antisemitismus entscheidend. Dieser sei mit dem Rassenantisemitismus im 19. Jahrhundert abgeschlossen, beginne aber bereits im Spätmittelalter, so dass man diese Zwischenphase als Frühantisemitismus kennzeichnen könne.
Der Übergang vom Antijudaismus zum Antisemitismus ist eine nach wie vor offene Forschungsfrage. Die einzelnen historiographischen Ansätze unterscheiden sich in ihren methodischen Prämissen und ihren Periodisierungsvorstellungen zu stark, als dass sich aus ihnen eine Synthese bilden ließe. In der Forschung lassen sich vier idealtypische Erklärungsmodelle ausmachen:
Radikalisierungsthese
Der Übergang vom Antijudaismus zum Antisemitismus gestaltet sich als ein etappenweise vor sich gehender Inhaltswandel der Judenfeindlichkeit. Dieser wird als Radikalisierung gedacht, welche letztlich im Holocaust mündet. (Hilberg)
Parallelexistenzthese
Es gibt inhaltliche Überschneidungen zwischen Antijudaismus und Antisemitismus, aber keinen Übergang. In der Moderne existieren beide Spielarten der Judenfeindlichkeit parallel nebeneinander (siehe Abschnitt Religions- und Kirchengeschichte).
Entlehnungsthese
Der moderne Antisemitismus bedient sich im Motivrepertoire des Antijudaismus, säkularisiert allerdings die entlehnten Elemente und ordnet sie in nachreligiöse Kontexte ein. (Hoffmann)
Säkularisierungsthese
Judenfeindliche Diskurse und ihre Kontexte unterlagen bereits im Spätmittelalter einem langfristigen Säkularisierungsprozess. Einen in der Neuzeit fortwirkenden Antijudaismus gibt es nicht. (Langmuir und Heil)

## Heutige Fragestellungen

### Struktureller Antisemitismus
Als strukturell antisemitisch werden Ideologien bezeichnet, die sich nicht ausdrücklich gegen Juden richten, aber dem „klassischen“ Antisemitismus von ihrer Begrifflichkeit und Argumentationsstruktur her ähneln. Gemeint ist beispielsweise die aus dem Frühsozialismus stammende Unterscheidung von Finanzkapital und Produktivkapital, wobei Ersteres mit seinen Repräsentanten identifiziert wird. Diese werden für die Armut und das Leiden des „kleinen Mannes“ verantwortlich gemacht. Oft kommt der Vorwurf dazu, die „reichen Bonzen“ würden nur von der Arbeit der ehrlichen Arbeiter leben, während sie selbst nicht arbeiteten.
Seit der Französischen Revolution wurden Juden mit der „Zirkulationssphäre des Kapitals“ in Verbindung gebracht. Dabei verwies man häufig auf reiche jüdische Bankiersfamilien (Beispiel Rothschild) oder Finanz-Spekulanten, die als typische Vertretung von Ausbeutung galten. So wurde das Judentum als treibende Kraft des entstehenden Kapitalismus bezeichnet. Auch die Nationalsozialisten stellten „schaffende“ Deutsche den „raffenden“ Juden gegenüber und identifizierten das Finanzkapital mit dem Judentum.
Eine im Jahr 2002 von der EU in Auftrag gegebene Studie zu Antisemitismus kommt zu dem Ergebnis, dass sich Globalisierungskritiker antisemitischer Stereotype bedienten. Der Mitautor der Studie, Werner Bergmann, verweist darauf, dass es „unter anderem die Diskussionen innerhalb von Attac Deutschland [waren], die uns darauf aufmerksam gemacht haben“, weil sie dazu geführt hätten, dass „teilweise auch Rechte mit eindeutig antisemitischen Stellungnahmen mitmarschiert“ seien. Attac grenzt sich jedoch im Selbstverständnis von „Rassismus, Antisemitismus, Fremdenfeindlichkeit, Chauvinismus und verwandten Ideologien“ ab.
Auch Ideologien, die eine Neue Weltordnung heraufziehen sehen, in welcher bestimmte Gruppen insgeheim die Weltherrschaft an sich zu reißen versuchen (z. B. Antiamerikanismus), werden als struktureller Antisemitismus gedeutet. Eine strenge Abgrenzung zwischen strukturellem und sekundärem Antisemitismus ist nicht möglich. Der Antisemitismusforscher Marcus Funck sieht in diesen Umschreibungen allerdings eine simplifizierende Verballhornung des strukturellen Antisemitismus. Dieser existiere nicht durch x-beliebige Analogieschlüsse zu allen Zeiten und an allen Orten bedeutungsgleich. Es bedürfe qualitativer Kontextanalysen, „also einer Einbettung in ganz konkrete Zeit-, Ort- und Tatumstände“. Gerhard Hanloser sieht in der Kategorie als solcher ihrerseits eine Verkürzung. Der ideologiekritisch und sozialpsychologisch zu behandelnde Prozess, der zu einer falschen Personalisierung des Kapitalverhältnisses führe, werde durch den Jargon vom „strukturellen Antisemitismus“ verdunkelt. Der Soziologe Felix Schilk definiert den strukturellen Antisemitismus als „narrative Dimension des Antisemitismus“.

### Antiamerikanismus
Nachdem der Antisemitismus bereits im 19. Jahrhundert neben unterschiedlichen antiamerikanischen Strömungen aufgetreten war, entwickelte er sich im 20. Jahrhundert zu einem der wichtigsten Begleiter des Antiamerikanismus. War es zunächst nur ein Unbehagen vor der Moderne, das die Vereinigten Staaten und Juden auf diese Weise zusammenführte, wurden sie im weiteren Verlauf zunehmend als Paradigma der Modernität betrachtet und gängige Klischees wie Geld- und Profitgier sowie Wurzellosigkeit auf sie übertragen, Eigenschaften, die den europäischen Traditionen und Werten angeblich zuwiderliefen. Wie der Politikwissenschaftler Andrei S. Markovits ausführt, bezogen sich die Ängste weniger auf die Wirklichkeit der USA oder des Judentums als vielmehr auf die Verbindung von Amerikanismus und jüdischer Kultur als sozialen Trend und imaginäres Konzept. Diese Verbindung machte Vorstellungen von einer jüdischen Wall Street, einem jüdischen Hollywood zu Allgemeinplätzen. Eine der gängigsten Vorstellungen des traditionellen Antisemitismus war es immer schon gewesen, sich Juden als mächtig vorzustellen. Diese eingebildete Macht schien noch gefährlicher, weil sie angeblich von Geheimbünden und Cliquen geprägt war, verschwörungstheoretische Ansätze, die später für die Propaganda der Nationalsozialisten eine wichtige Rolle spielten.

### Sekundärer Antisemitismus oder Post-Holocaust-Antisemitismus
Als sekundären Antisemitismus bezeichnet man eine Form subtiler Judenfeindlichkeit, die nach dem Holocaust und in Reaktion auf ihn vor allem in Deutschland und Österreich entstand. Er speist sich aus Gefühlen der Scham und der Abwehr eines Eingeständnisses der im Namen der eigenen Nation begangenen Verbrechen. Dies wird auch als Schuldabwehr-Antisemitismus oder Erinnerungsabwehr bezeichnet. Dazu wird oft Pauschalkritik am Staat Israel in Form von NS-Vergleichen geübt und als Antizionismus ausgegeben. Dieses Muster soll mit dem aufgrund von Publikationen Henryk M. Broders und Gunnar Heinsohns seit 1997 meist dem Israeli Zvi Rix zugeschriebenen Ausspruch gekennzeichnet werden:
„Die Deutschen werden den Juden Auschwitz nie verzeihen.“
Sekundärer Antisemitismus ist demnach ein „Antisemitismus nicht trotz, sondern wegen Auschwitz“.
Der sekundäre Antisemitismus verzichtet auf unmittelbar judenfeindliche Äußerungen und bestreitet jede antisemitische Motivation. Stattdessen bedient er sich Argumentationsstrategien, die über eine Verschiebung des Opfer-Täter-Koordinatensystems Vorbehalte und Feindseligkeit gegen Juden transportieren. Das erschwert für die Forschung seine Definition und seine Feststellung, zumal die zu untersuchenden Äußerungen oft nicht direkt – etwa als Holocaustleugnung – strafbar und ihre Motive nicht genau von älteren Stereotypen unterscheidbar sind.
Mit sekundärem Antisemitismus werden folgende Diskurse in Zusammenhang gebracht:
- Angriffe auf angebliche Tabuisierungen von Israelkritik und Kritik an anderen, nichtdeutschen Völkermorden in Politik, Medien und Geschichtsschreibung
- Relativierung des Holocaust durch seinen Vergleich mit anderen Genoziden und seine kausale Verknüpfung mit dem bolschewistischen „Klassenmord“: so vor allem durch Ernst Nolte seit 1986 (siehe Historikerstreit), in der Affäre um Äußerungen des Politikers Martin Hohmann usw.
- Unterstellungen, Juden würden eine Opferrolle ausnützen, um sich in aller Welt politische und wirtschaftliche Vorteile zu verschaffen: so etwa in der durch Norman Finkelstein ausgelösten Kontroverse um die „Holocaust-Industrie“.

Der Soziologe und Politologe Samuel Salzborn bezeichnet sekundären Antisemitismus speziell in Deutschland und Österreich als „Element der Erinnerungspolitik, das die Juden für die Folgen der Shoah verantwortlich macht und den Holocaust als negative Störung der nationalen Erinnerungskompetenz bestimmt“. Die „Verantwortung für eine durch die Holocausterinnerung gestörte Identitätsfindung“ liege gemäß dieser Sichtweise „bei den NS-Opfern, die sich mit ihrem – so verstandenen – Schicksal nicht abfänden“. Da der Antisemitismus „wegen des deutschen Massenmordes an den europäischen Juden […] in einen gewissen Rechtfertigungszwang geraten“ sei, würden „die Juden zur gesellschaftlichen Selbstentlastung in der Rolle des Täters gebraucht und nicht in der des Opfers“. Diese sekundäre Artikulationsform hat nach Salzborn mit dem Antisemitismus nationalsozialistischer Prägung meistens nicht die Vernichtungsabsicht gemeinsam, sehr wohl jedoch „die völkischen Segregationswünsche ebenso wie den projektiven Wahn“.
Ilka Quindeau betont, dass auch die Schuldanerkennung häufig nach Entlastung verlange und alte Strategien der Schuldabwehr durch neue Strategien der Schuldentlastung ersetzt würden. Dementsprechend hebt sie hervor, „dass dieser sekundäre Antisemitismus nicht – wie noch vor 20 Jahren – auf der Abwehr der Schuld beruht, sondern vielmehr auf deren Anerkennung, die Entlastung sucht“.
Seit 2001 verstärkt sich ein Antisemitismus in islamischen Ländern, der auch Argumentationsmuster des sekundären Antisemitismus verwendet. Einige Forscher sehen die Terroranschläge am 11. September 2001 in den USA bereits als Form eines globalen neuen Antisemitismus. Diesen Begriff benutzt der deutsche Historiker Dan Diner u. a. auch zur Charakterisierung von „linken“ und „rechten“ politischen Strömungen, die mit antiamerikanischen Argumenten ein Komplott des israelischen Zionismus mit angeblich herrschenden jüdischen Kreisen in den USA zur Eroberung der Welt annehmen.
Der Soziologe Armin Pfahl-Traughber bemängelte eine unzureichende Trennschärfe zur Abgrenzung gegenüber nicht-antisemitischer Israelkritik insbesondere bei der Verwendung des Begriffs neuer bzw. sekundärer Antisemitismus im Diskurs. Dennoch zeige sich „häufig sehr deutlich, dass hinter bestimmten Aussagen zu israelischer Politik weder eine Kritik an Menschenrechtsverletzungen oder eine Solidarität mit Palästinensern als zentrales Motiv zu sehen“ sei. Vielmehr diene dies „nur als Projektionsfläche, welche die eigentlichen antisemitischen Einstellungen verdecken soll[e]“.
Der Historiker Olaf Kistenmacher weist darauf hin, dass über „die Spezifik der Judenfeindschaft nach 1945 […] einige Missverständnisse“ bestehen. So werde der Schuldabwehr-Antisemitismus oft mit dem latenten Antisemitismus gleichgesetzt. Aber Andeutungen, Anspielungen oder antisemitische Codes, für die Werner Bergmann und Rainer Erb in ihrem Aufsatz „Kommunikationslatenz, Moral und öffentliche Meinung“ 1986 den Begriff „Kommunikationslatenz“ prägten, gehörten schon vor 1945 zum antisemitischen Diskurs. Ebenso gab es vor 1945 das Phänomen, dass Menschen ihre Ressentiments vor sich selbst verleugneten und ins Unbewusste verdrängten, ein Phänomen, das Bergmann und Erb als „Bewusstseinslatenz“ bezeichnen. Neu am Schuldabwehr-Antisemitismus ist, dass zu den unbewussten Motiven, die vor 1945 bestanden, nach dem Ende des Zweiten Weltkriegs und der Shoah ein weiteres, gewaltiges hinzugekommen ist: eine mögliche Schuld abzuwehren, die die Nachkommen der Täter bzw. die Deutsche wegen der Shoah empfinden können.
Die Kognitionswissenschaftlerin Monika Schwarz-Friesel und der Historiker Jehuda Reinharz lehnen den Terminus „sekundärer Antisemitismus“ ab. Er sei irreführend, da seine Bedeutung suggeriere, „es handele sich um einen zweitrangigen, abgeleiteten, eventuell weniger virulenten Judenhass“. Sekundär sei der Nachkriegsantisemitismus nicht, da er  „weder abgeleitet oder verändert, noch weniger virulent“ ist. Es gebe „nichts ‚Sekundäres‘ beim Hass auf Juden“, so Schwarz-Friesel. Sie verwendet daher vielmehr die Termini „Post-Holocaust-Antisemitismus“ oder „Post-Shoah-Antisemitismus“.

### Israelbezogener Antisemitismus
Als israelbezogener Antisemitismus wird eine Sonderform bezeichnet, in welcher eine Kollektivierung zwischen dem Judentum und dem Staat Israel vollzogen wird. Sie ist unmittelbar mit der Gründung Israels verbunden. Antisemitische Stereotype werden auf die Politik von Israel bezogen. Der Begriff selbst wurde zum ersten Mal 2005 im Zuge einer theoriegeleiteten empirischen Studie verwendet und anhand einer repräsentativen Bevölkerungsumfrage in Abgrenzung zu anderen antisemitischen Einstellungen untersucht.
Als bekanntestes Modell, mit dem israelbezogener Antisemitismus erkannt werden könne, gilt das 3D-Modell von Natan Sharansky:
1. Dämonisierung: Entgegen dem klassischen Antisemitismus, wo eine Dämonisierung von Juden stattfindet, findet man beim israelbezogenen Antisemitismus eine Dämonisierung des Staates Israel vor. Beispiele hierfür sind häufige Vergleiche Israels mit dem Nationalsozialismus.
2. Doppelstandards: Selektive Wahrnehmung der Politik Israels, die einem anderen Standard unterworfen ist als die Politik eines anderen Staates. Es wird ein strengeres Maß der Legitimität der staatlichen Handlungen angewandt.
3. Delegitimierung: Klassischer Antisemitismus liegt vor, wenn die Legitimität der jüdischen Religion, des jüdischen Volkes oder von beiden in Zweifel gezogen oder verneint wird. Im israelbezogenen Antisemitismus wird die Legitimität und damit das Existenzrecht Israels in Frage gestellt.[97]

Dieses Modell ist jedoch auch umfangreicher Kritik ausgesetzt, da mit ihm nicht immer zwischen israelbezogenem Antisemitismus und Kritik an einer spezifischen Regierungspolitik unterschieden werden könne.
Antisemitismus liegt laut Samuel Salzborn darüber hinaus auch dann vor, wenn zur Beschreibung Israels Symbole, Metaphern und Vergleiche benutzt werden, die mit traditionellem Antisemitismus bzw. religiösem Antijudaismus in Verbindung stehen wie der Vorwurf des Christusmordes oder die Ritualmordlegende, bzw. wenn alle Juden weltweit für Handlungen des Staates Israel bzw. einzelner Akteure der israelischen Politik verantwortlich gemacht werden.
Speziell in Deutschland lässt sich nicht selten eine Umkehr des Täter-Opfer-Schemas vorfinden, vor allem als Entschuldigungsstrategie in Bezug auf den Holocaust. Diese Vorstellungen kulminieren letztendlich in eine Gleichsetzung israelischer und nationalsozialistischer Politik. Es ist aber vor allem der Nahostkonflikt, der antisemitische Vorurteile als israelbezogenen Antisemitismus unterstützt. In ganz Europa sind Karikaturen verbreitet, die den Holocaust und das Vorgehen des israelischen Militärs im Nahostkonflikt gleichsetzen. Vor allem der Gaza-Konflikt 2014 hat einen breiten öffentlichen Diskurs über israelbezogenen Antisemitismus entfacht. Die „Free-Gaza“-Demonstrationen waren z. T. Paradebeispiele der Verbindung klassischer antisemitischer Stereotype und der Kritik an Israel. Laut einer Studie zur gruppenbezogenen Menschenfeindlichkeit im europäischen Kontext stimmten 47,7 Prozent der Deutschen der Aussage „Israel begeht einen Vernichtungskrieg gegen die Palästinenser“ zu. Auch in anderen Ländern, wie Großbritannien, den Niederlanden, Ungarn und Polen, gab es überdurchschnittlich hohe Zustimmungsraten (GB: 42,4; Niederlande 38,7; Ungarn: 41; Polen 63,3).
Wie die Soziologin Julia Bernstein hervorhebt, wird bereits mit der Wortschöpfung „Israelkritik“ deutlich, dass es sich hierbei um antisemitische Verleumdungen handelt, denn eine „Staatskritik“ gibt es dem allgemeinen Sprachgebrauch nach für andere Staaten nicht.
Monika Schwarz-Friesel spricht von einer „Israelisierung der antisemitischen Semantik“, wobei der alte Hass auf Juden sich auf den jüdischen Staat verschiebe. Die oft vorgebrachte Behauptung, jede Kritik an Israel werde als Antisemitismus bezeichnet, sei dabei „eines der häufigsten Präventiv-Argumente“ zur Leugnung israelbezogenen Judenhasses und gehöre, obgleich wiederholt von der Forschung widerlegt, zum „Standardrepertoire des Antisemitismus-Leugnungsnarrativs“. Über die „weithin akzeptierte anti-israelische Rhetorik mit ihren Verbal-Antisemitismen“ breite sich „ein ‚politisch-korrekter Hass‘ als normal aus und unterstützt alle radikalen Kräfte in der Gesellschaft“. Die israelbezogene Judenfeindschaft sei, so Schwarz-Friesel, „seit Jahren die häufigste und dominante Manifestation des aktuellen Antisemitismus“. Für umso besorgniserregender hält sie, „dass ausgerechnet dieser Form der geringste Widerstand entgegengebracht wird“.
Der Antisemitismusbeauftragte der Bundesregierung, Felix Klein, beobachtet in Debatten über den Nahostkonflikt, dass sich auch Kirchenvertreter antisemitisch äußerten: „Wenn deutsche Juden verantwortlich für die israelische Siedlungspolitik gemacht werden – dann ist das antisemitisch, und da erwarte ich, dass die Kirchenleitungen sich davon distanzieren.“
Laut den Soziologen Thomas Haury und Klaus Holz ist der Antisemitismus gegen Israel „gerade auch ein Antisemitismus der Mitte, ein Antisemitismus für Menschen, die sich frei von Antisemitismus glauben“.
Für den Historiker Jeffrey Herf ist es ein zentraler Aspekt des Wesens des Antisemitismus seit der Gründung des Staates Israel, dass „das Stereotyp des mörderischen und bösen individuellen Juden, das so tief in der westlichen Tradition des Antijudaismus im Christentum, im Islam und dann im modernen säkularen Antisemitismus eingebettet war, in der Darstellung Israels als rassistischer, imperialistischer und sogar nazistischer Aggressor wieder zum Vorschein gekommen war“.
Von einigen Publizisten und Historikern wird das Konzept eines israelbezogenen Antisemitismus kritisiert, da es sich um eine Strategie handle, mit der Kritik an der israelischen Regierung abgewehrt werden solle. Der australische Völkermordforscher A. Dirk Moses kritisiert, dass viele Zionisten ideologische Gründe für die Feindseligkeit der Palästinenser ihnen gegenüber annähmen, nämlich den Antisemitismus, anstatt die politischen Gründe dafür anzuerkennen, nämlich ihre Anwesenheit im Land, ihre Absicht, eine demographische Mehrheit zu bilden, und die Vertreibung der meisten Araber nach 1947. Der israelische Historiker Moshe Zuckermann beschrieb 2010 den Antisemitismusvorwurf als Herrschaftsinstrument, als epidemisch verwendetes Totschlagargument, mit dem in Israel unter Benjamin Netanjahu, aber auch in Deutschland jegliche Kritik abgewehrt werden solle. In einem Spiegel-Interview beklagte der israelische Holocaustforscher Omer Bartov im Januar 2025, es sei ironisch und tragisch, dass Deutsche ihm Antisemitismus vorwürfen, weil er das israelische Vorgehen im Gazakrieg als Völkermord bezeichne. Der Antisemitismus-Vorwurf diene „als Mittel […], um Menschen zum Schweigen zu bringen“. Das werde, so Bartov, „zum Anstieg des Antisemitismus beitragen“.
Der israelische Antisemitismusforscher Moshe Zimmermann nimmt eine vermittelnde Position ein. Zwar sei es kein Geheimnis, dass die israelische Regierung Kritik an ihrer Politik, etwa in Bezug auf die besetzten Gebiete, immer wieder einfach als antisemitisch beiseite wische. Dies untergrabe ihre Glaubwürdigkeit vor der Welt und trage daher nicht zu einer größeren Sicherheit des Landes bei. Es müsse aber bei jeder Kritik überprüft werden, in welcher Absicht sie geübt werde: Wenn sie Stereotype wie die „jüdische Weltverschwörung“ oder der „reiche Jude“ bemühe, wenn nicht einzelne Personen kritisiert würden, sondern „die Juden“, dann müsse man dies als antisemitisch kritisieren.

### Thesen Goldhagens und Finkelsteins
1996 sorgte Daniel Goldhagens Buch Hitlers willige Vollstrecker für eine heftige Kontroverse in Medien und Forschung. Für ihn verfolgten die Deutschen die Juden aus einem besonderen „eliminatorischen Antisemitismus“ heraus, der zu den „lang tradierten und kaum noch hinterfragten Grundüberzeugungen der deutschen Kultur“ gehört habe. Im Gegensatz zu vorherrschenden Erklärungsversuchen machte Goldhagen also den deutschen Antisemitismus, den es in anderen Ländern nicht derart extrem gegeben habe, als zentrale Ursache des Holocaust aus. Seinem Buch warfen Fachhistoriker, darunter Hans Mommsen und Raul Hilberg, willkürliche Quellensichtung, mangelnde wissenschaftliche Methodik, einen veralteten Forschungsstand und mangelhaftes Qualitätsniveau vor.
1998 erschien die Studie des US-amerikanischen Politologen Norman Finkelstein Eine Nation auf dem Prüfstand, in der er Goldhagen vorwarf, historische Sachverhalte zu verfälschen, mit seiner Erklärung eines angeblichen deutschen antisemitischen Volkscharakters selbst rassistische Denkmuster zu übernehmen und die Deutschen kollektiv unter Anklage zu stellen.

## Meinungsforschung
Seit dem 19. Jahrhundert wird versucht, antisemitische Einstellungen auch durch Meinungsumfragen empirisch zu erfassen. Repräsentative demoskopische Studien wurden in Deutschland erstmals 1946 durch US-Besatzungsbehörden durchgeführt. Seither werden sie von Wissenschaftlern der Bundesrepublik im Abstand von etwa einem Jahrzehnt wiederholt.
Diese bisherigen regelmäßigen Umfragen ergaben, dass judenfeindliche Einstellungen zwar weit verbreitet sind, aber kontinuierlich abgenommen haben. Sie wurden 2004 auf etwa 20 Prozent der Gesamtbevölkerung geschätzt, wobei sie bei älteren häufiger als bei jungen Menschen auftraten. 1990 festgestellte regionale Unterschiede zwischen West- (15 Prozent) und Ostdeutschen (vier bis sechs Prozent) waren bis 2006 eingeebnet.
Andere Umfragen kamen wegen anderer Fragestellungen und Begriffsdefinitionen zu anderen Ergebnissen. Diese reichen von sieben (1994) bis zu 12 Prozent (2006) in Ostdeutschland sowie 17 (1994) bis 31 Prozent (2006) in den alten Bundesländern. Dabei stimmten Frauen antisemitischen Äußerungen seltener, Arbeitslose häufiger zu. Diese Befunde deckten sich nicht mit Statistiken zu Rechtsextremismus.
Jüngeren gesamteuropäischen Umfragen zufolge ist Antisemitismus weiterhin kein länderspezifisches, sondern ein internationales Phänomen. Als Hauptergebnisse werden genannt:
- Ein Zusammenhang zwischen der Präsenz von Juden in einer Gesellschaft und dem Ausmaß des Antisemitismus ist nicht nachweisbar. Spanien, Italien und Polen z. B. belegten „Spitzenplätze“, obwohl der jüdische Bevölkerungsanteil in diesen Ländern sehr gering ist.
- In Frankreich, den Niederlanden, Schweden, Großbritannien haben sich Einwanderer arabisch-islamischer Herkunft als Hauptvertreter von Judenfeindlichkeit etabliert. Diese ist wesentlich durch ihre Haltung zum Nahostkonflikt bestimmt, wobei sich Islamismus und Antizionismus mit Rassenantisemitismus europäischer Herkunft verbinden.
- Deutschland liegt insgesamt im europäischen Mittelfeld, bei Fragen zur Relativierung der NS-Herrschaft und des Holocaust jedoch an der Spitze.
- In den ehemaligen Ostblockstaaten hat sich Antisemitismus mit einem neuen Nationalismus verbunden, der sich sowohl antirussisch als auch antiwestlich gibt. Auch religiöse Vorurteile sind in Osteuropa stärker als in Westeuropa.[117]

Demoskopische Antisemitismusstudien versuchen, nicht nur den manifesten Antisemitismus einer „unbelehrbaren“ Minderheit, sondern auch latent judenfeindliche Einstellungen zu messen. Die Aussagekraft ihrer Ergebnisse ist jedoch in den Sozialwissenschaften ebenso umstritten wie die Methoden der Erhebung. Als fraglich gelten die Repräsentativität der befragten Zielgruppen, uneinheitliche und eventuell suggestiv wirkende Fragestellungen und die qualitative und quantitative Auswertung der Antworten. Die Definition von „latentem Antisemitismus“ – etwa als „unterschwellig im Alltagsdiskurs vorhandenes stillschweigendes Einverständnis über die Existenz der Juden als eines nicht genau definierten Kollektivs“ – wird als zu unpräzise im Unterschied zu allgemeinen Vorurteilen kritisiert. Empirische Studien allein werden daher als unzureichend für eindeutige Aussagen erachtet und mit anderen Forschungsmethoden ergänzt.